# Peyreleau
Peyreleau, en occitan Peiralèu, est une commune française située dans le département de l'Aveyron, en région Occitanie.
Le patrimoine architectural de la commune comprend un immeuble protégé au titre des monuments historiques : le château de Triadou, inscrit en 1944 puis en 2015.

## Géographie

### Description

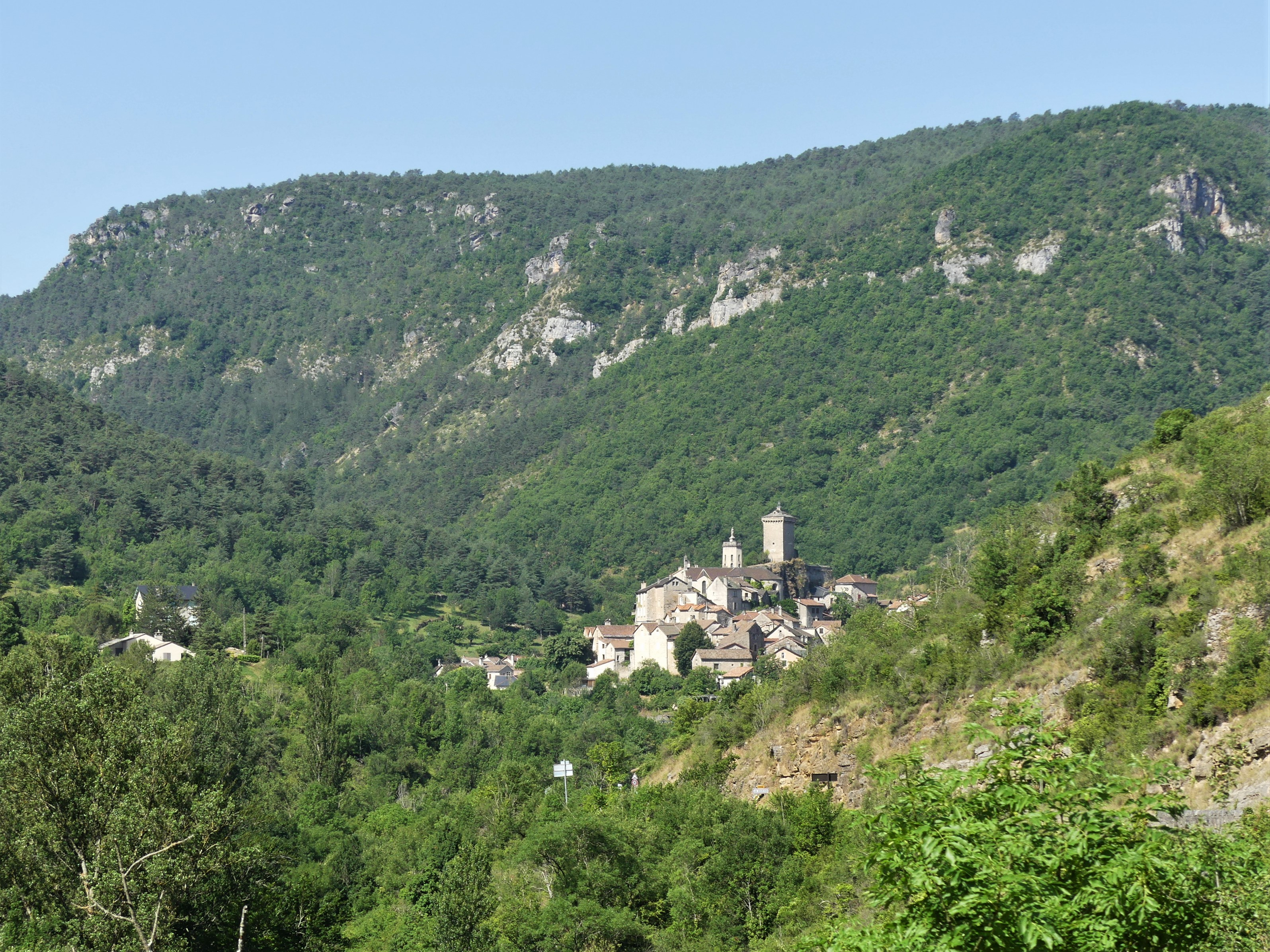
Le bourg de Peyreleau dans son environnement naturel.

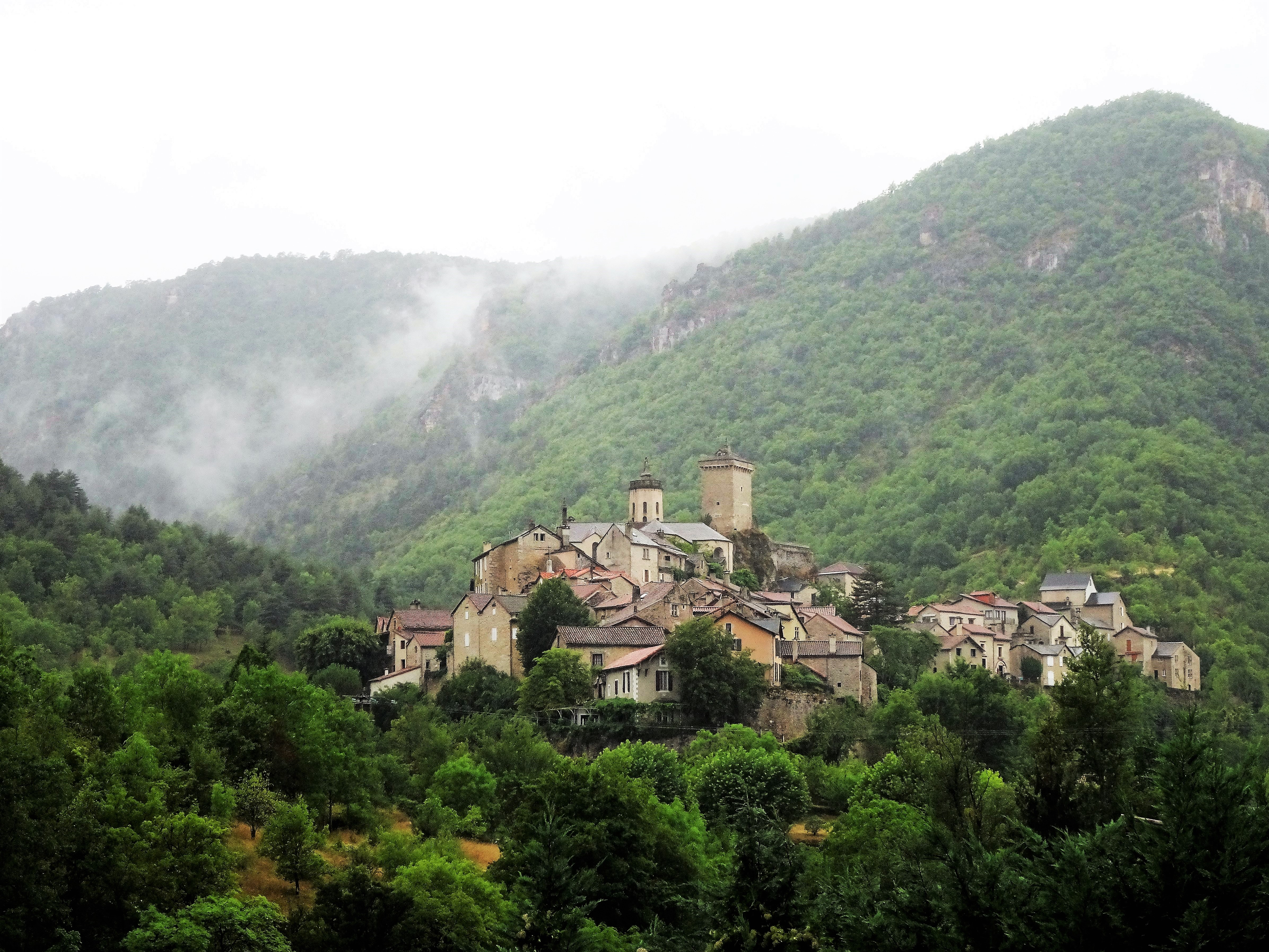
Temps pluvieux sur Peyreleau. Aout 2019.

Dans le quart sud-est du département de l'Aveyron et en limite de celui de la Lozère, sur le causse Noir, la commune de Peyreleau s'étend sur 16,14 km2. Elle est bordée au nord par le Tarn et par son affluent la Jonte, dans la partie terminale de ses gorges, hautes par endroits de plus de 400 mètres.
L'altitude minimale, avec  379 ou 392 mètres se trouve localisée à l'extrême nord-ouest, là où le Tarn quitte la commune et entre sur celle de Mostuéjouls. L'altitude maximale avec 882 mètres est située à l'est, à la Croix de Montfraysse.
Traversé par la route départementale RD 29, le bourg de Peyreleau est situé, en distances orthodromiques, quatorze kilomètres au nord-est de Millau.
La commune est également desservie par les RD 110 et 187. Néanmoins, l'accès principal s'effectue par la RD 996 qui traverse  la commune voisine du Rozier.

### Communes limitrophes
Peyreleau est limitrophe de huit autres communes dont Rivière-sur-Tarn au nord-ouest par un quadripoint et dont deux autres dans le département de la Lozère.
Les communes limitrophes sont La Cresse, Mostuéjouls, La Roque-Sainte-Marguerite, Saint-André-de-Vézines, Veyreau, Le Rozier, Saint-Pierre-des-Tripiers et Rivière-sur-Tarn.
| Mostuéjouls, Rivière-sur-Tarn | Le Rozier (Lozère)         | Saint-Pierre-des-Tripiers (Lozère) |
| La Cresse                     | Peyreleau                  | Veyreau                            |
|                               | La Roque-Sainte-Marguerite | Saint-André-de-Vézines             |

### Hydrographie

#### Réseau hydrographique

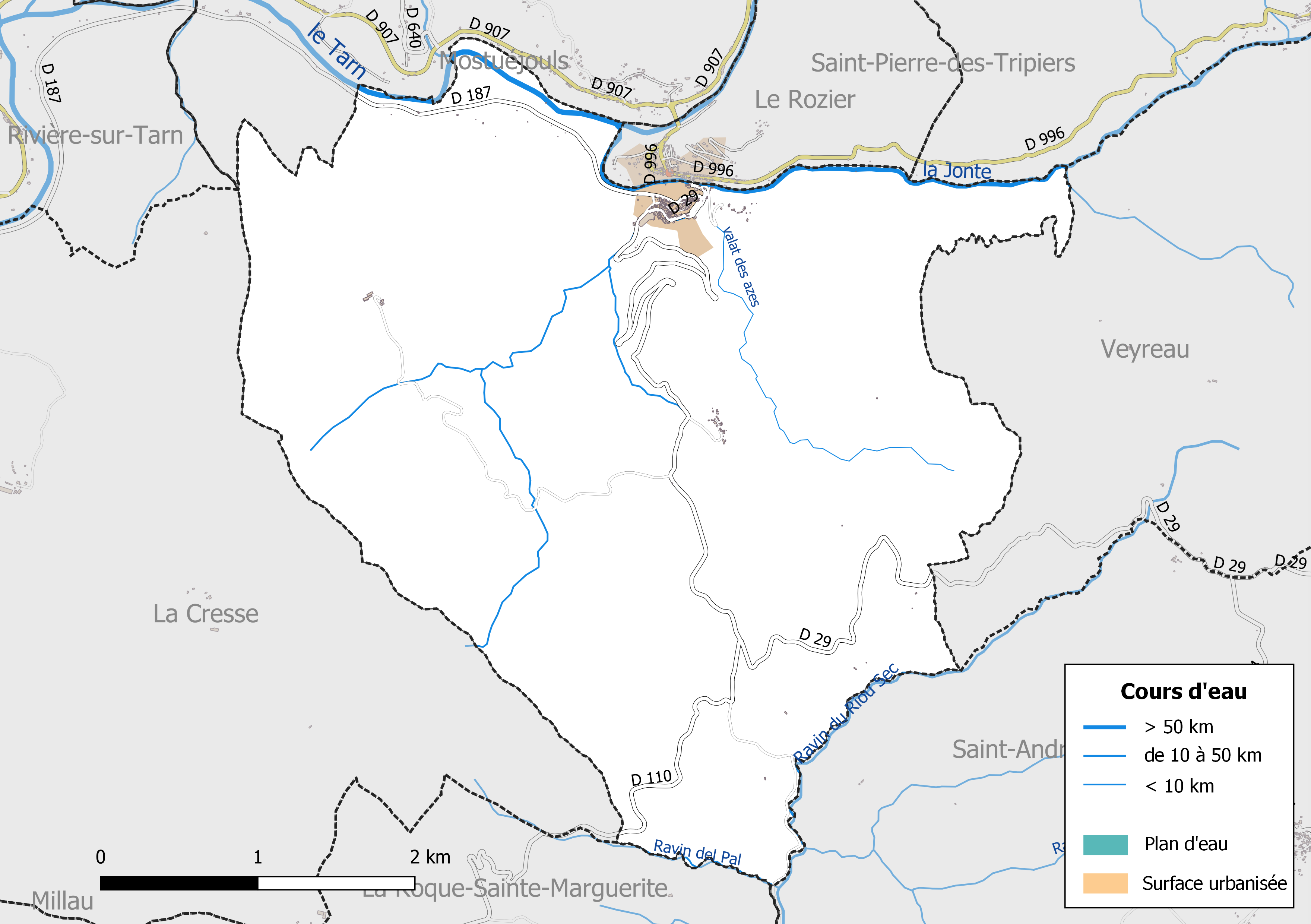
Réseaux hydrographique et routier de Peyreleau.

La commune est drainée par le Tarn, la Jonte, le ravin du Riou Sec, le ravin del Pal et par divers petits cours d'eau.
Le Tarn, d'une longueur totale de 380,2 km, prend sa source dans la commune de Pont de Montvert - Sud Mont Lozère (48) et se jette  dans la Garonne à Saint-Nicolas-de-la-Grave (82), après avoir arrosé 99 communes.
La Jonte, d'une longueur totale de 38,6 km, prend sa source dans la commune de Gatuzières (48) et se jette  dans le Tarn à Peyreleau, après avoir arrosé 7 communes.

#### Gestion des cours d'eau
Afin d’atteindre le bon état des eaux imposé par la Directive-cadre sur l'eau du 23 octobre 2000, plusieurs outils de gestion intégrée s’articulent à différentes échelles pour définir et mettre en œuvre un programme d’actions de réhabilitation et de gestion des milieux aquatiques : le SDAGE (Schéma directeur d'aménagement et de gestion des eaux), à l’échelle du bassin hydrographique, et le SAGE (Schéma d'aménagement et de gestion des eaux), à l’échelle locale. Ce dernier fixe les objectifs généraux d’utilisation, de mise en valeur et de protection quantitative et qualitative des ressources en eau superficielle et souterraine. Trois SAGE sont mis en oeuvre dans le département de l'Aveyron.
La commune fait partie du SAGE Tarn amont, approuvé le 15 décembre 2015, au sein du SDAGE Adour-Garonne. Le territoire de ce SAGE concerne une partie des bassins du Tarn de l’Aveyron et de l’Agout. Il couvre 69 communes, sur trois départements (Aveyron, Gard et Lozère) et deux régions, pour une superficie de 2 700 km2,. Le pilotage et l’animation du SAGE et du contrat de rivière du Tarn-amont associé sont assurés par le Syndicat mixte du bassin versant du Tarn-amont (SMBVTAM), qualifié de « structure porteuse ». Cet organisme a été créé le 1er avril 2018 et est constitué de neuf communautés de communes.

### Climat
Pour des articles plus généraux, voir Climat de l'Occitanie et Climat de l'Aveyron.
En 2010, le climat de la commune est de type climat des marges montargnardes, selon une étude s'appuyant sur une série de données couvrant la période 1971-2000. En 2020, Météo-France publie une typologie des climats de la France métropolitaine dans laquelle la commune est exposée à un climat de montagne et est dans la région climatique Sud-est du Massif Central, caractérisée par une pluviométrie annuelle de 1 000 à 1 500 mm, minimale en été, maximale en automne.
Pour la période 1971-2000, la température annuelle moyenne est de 11,6 °C, avec une amplitude thermique annuelle de 16,1 °C. Le cumul annuel moyen de précipitations est de 1 197 mm, avec 10,1 jours de précipitations en janvier et 4,9 jours en juillet. Pour la période 1991-2020, la température moyenne annuelle observée sur la station météorologique la plus proche, située sur la commune de Saint-Pierre-des-Tripiers à 4,1 km à vol d'oiseau, est de 0,0 °C et le cumul annuel moyen de précipitations est de 0,0 mm,. Pour l'avenir, les paramètres climatiques de la commune estimés pour 2050 selon différents scénarios d'émission de gaz à effet de serre sont consultables sur un site dédié publié par Météo-France en novembre 2022.

### Milieux naturels et biodiversité

#### Espaces protégés
La protection réglementaire est le mode d’intervention le plus fort pour préserver des espaces naturels remarquables et leur biodiversité associée.
Dans ce cadre, la commune fait partie d'un espace protégé, le Parc naturel régional des Grands Causses, créé en 1995 et d'une superficie de 327 937 ha, qui s'étend sur 97 communes. Ce territoire rural habité, reconnu au niveau national pour sa forte valeur patrimoniale et paysagère, s’organise autour d’un projet concerté de développement durable, fondé sur la protection et la valorisation de son patrimoine,,.
Un autre espace protégé est présent sur la commune : 
Le Cirque de Madasse, une réserve biologique intégrale, d'une superficie de 80,7 ha, partagé avec la commune de Veyreau.

#### Sites Natura 2000

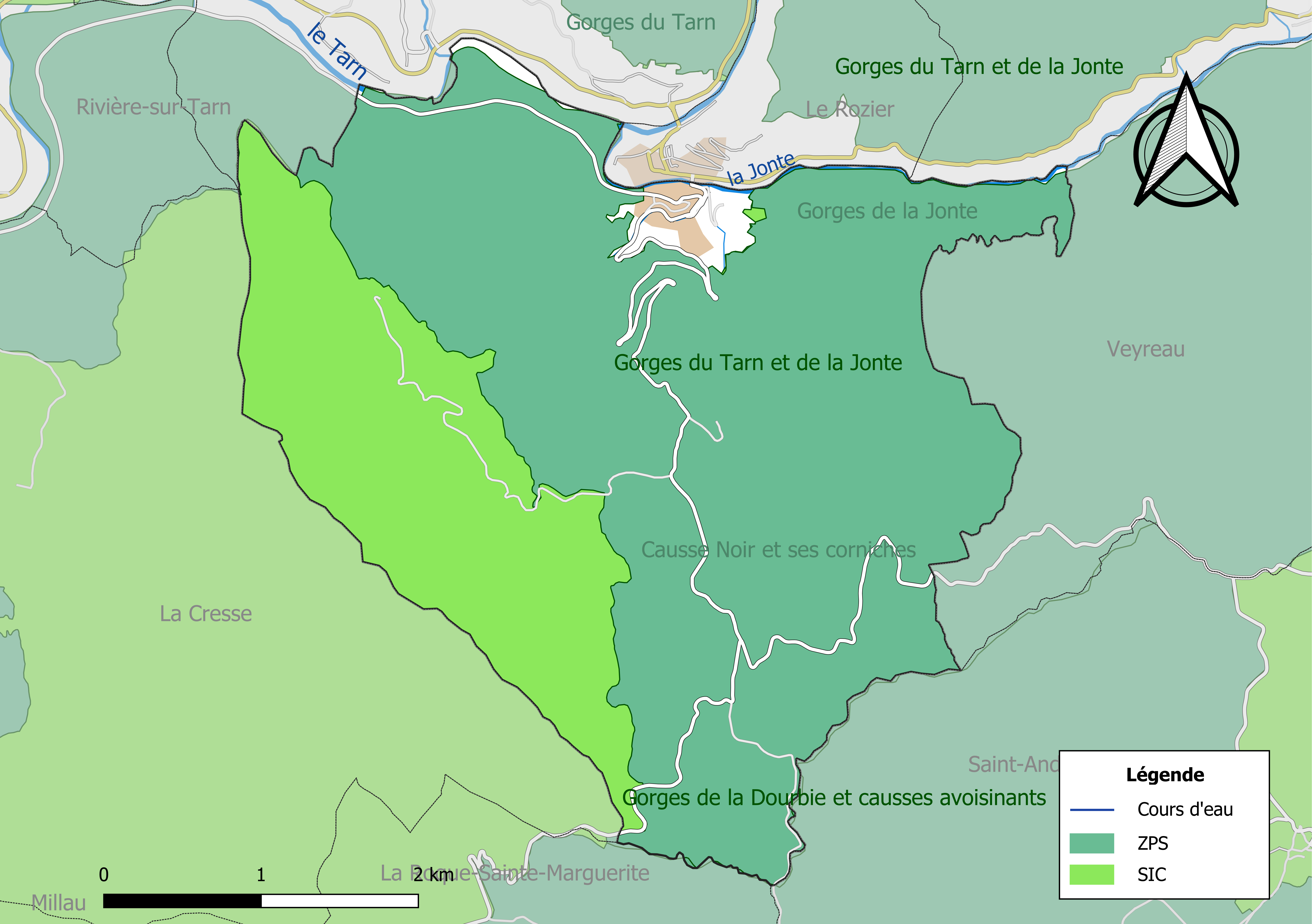
Sites Natura 2000 sur le territoire communal.

Le réseau Natura 2000 est un réseau écologique européen de sites naturels d’intérêt écologique élaboré à partir des Directives « Habitats » et « Oiseaux ». Ce réseau est constitué de Zones spéciales de conservation (ZSC) et de Zones de protection spéciale (ZPS). Dans les zones de ce réseau, les États Membres s'engagent à maintenir dans un état de conservation favorable les types d'habitats et d'espèces concernés, par le biais de mesures réglementaires, administratives ou contractuelles.
Deux sites Natura 2000 ont été définis sur la commune au titre de la « directive Habitats » : 
- les « Gorges de la Jonte », partagées avec la commune de Veyreau, d'une superficie de 778 ha, sont un très bel ensemble de gorges et de corniches avec végétation rupicole, landes et taillis de Chênes pubescents et de Pins sylvestres[23] ;
- le « Causse Noir et ses corniches », d'une superficie de 13 990 ha sur 9 communes du département, est un plateau calcaire et dolomitique avec pelouses sèches, forêts et taillis de chênes et de pins sylvestres, avec une bordure de falaises et de gorges[24] ;

et un au titre de la « directive Oiseaux » :  
- les « Gorges du Tarn et de la Jonte », d'une superficie de 5 841 ha sur 7 communes du département, où seize espèces de l'annexe 1 se reproduisent sur le site, parmi lesquelles dix espèces de rapaces[25].

#### Zones naturelles d'intérêt écologique, faunistique et floristique
L’inventaire des zones naturelles d'intérêt écologique, faunistique et floristique (ZNIEFF) a pour objectif de réaliser une couverture des zones les plus intéressantes sur le plan écologique, essentiellement dans la perspective d’améliorer la connaissance du patrimoine naturel national et de fournir aux différents décideurs un outil d’aide à la prise en compte de l’environnement dans l’aménagement du territoire.
Le territoire communal de Peyreleau comprend trois ZNIEFF de type 1, : 
- les « Corniches du Causse Noir » (1 985 ha), couvrant 8 communes du département[27]
- les « Gorges de la Jonte » (2 578 ha), couvrant 6 communes dont 2 dans l'Aveyron et 4 dans la Lozère[28];
- la « Vallée supérieure et gorges du Tarn » (1 938 ha), couvrant 8 communes dont 7 dans l'Aveyron et 1 dans la Lozère[29]

et trois ZNIEFF de type 2, : 
- le « Causse Noir et ses corniches » (20 863 ha), qui s'étend sur 14 communes dont 10 dans l'Aveyron, 3 dans le Gard et 1 dans la Lozère[30];
- les « Gorges de la Jonte » (4 568 ha), qui s'étend sur 8 communes dont 2 dans l'Aveyron et 6 dans la Lozère[31];
- la « Vallée du Tarn, amont » (36 322 ha), qui s'étend sur 57 communes dont 31 dans l'Aveyron, 1 dans la Lozère et 25 dans le Tarn[32].

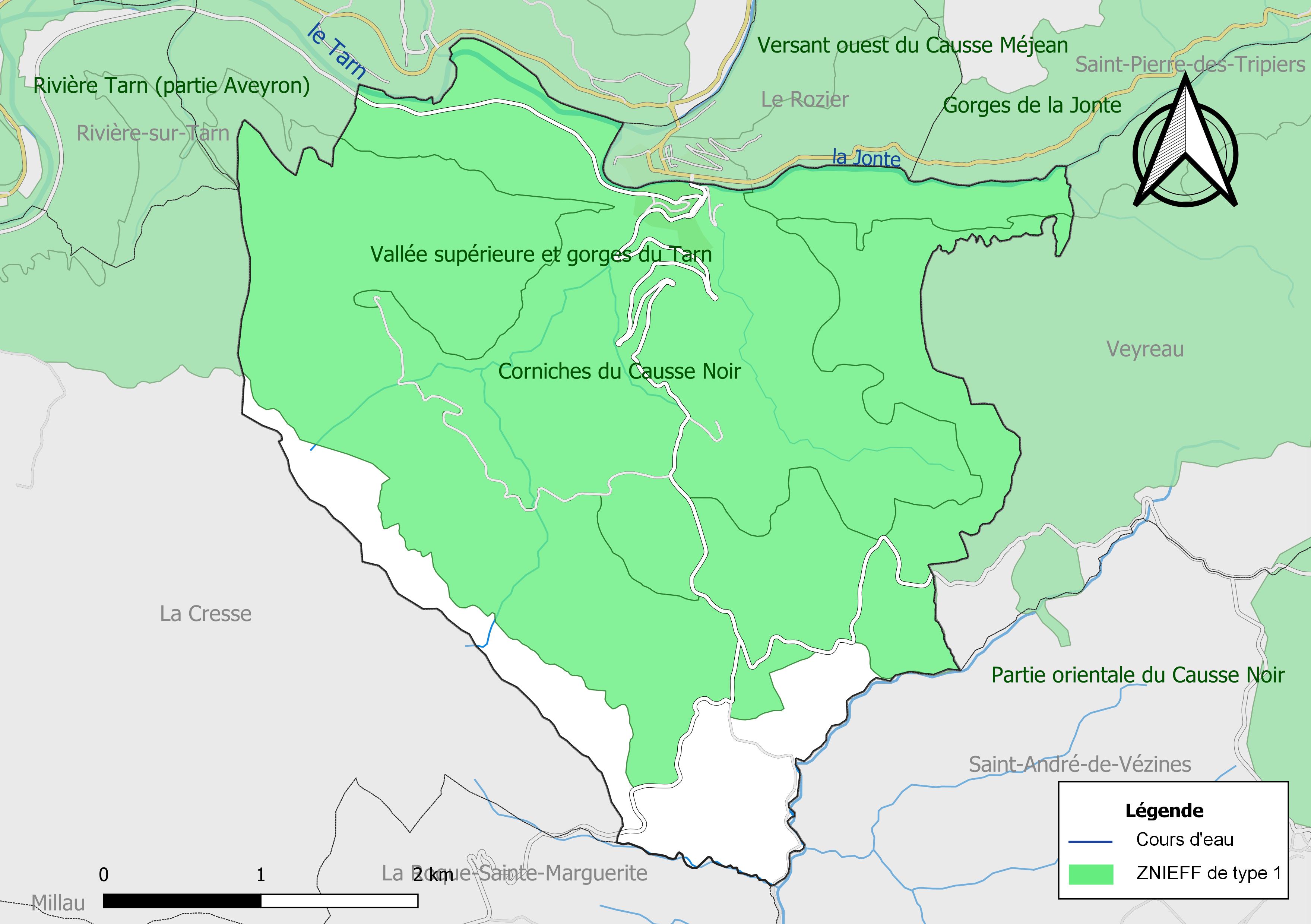
Carte des ZNIEFF de type 1 de la commune.
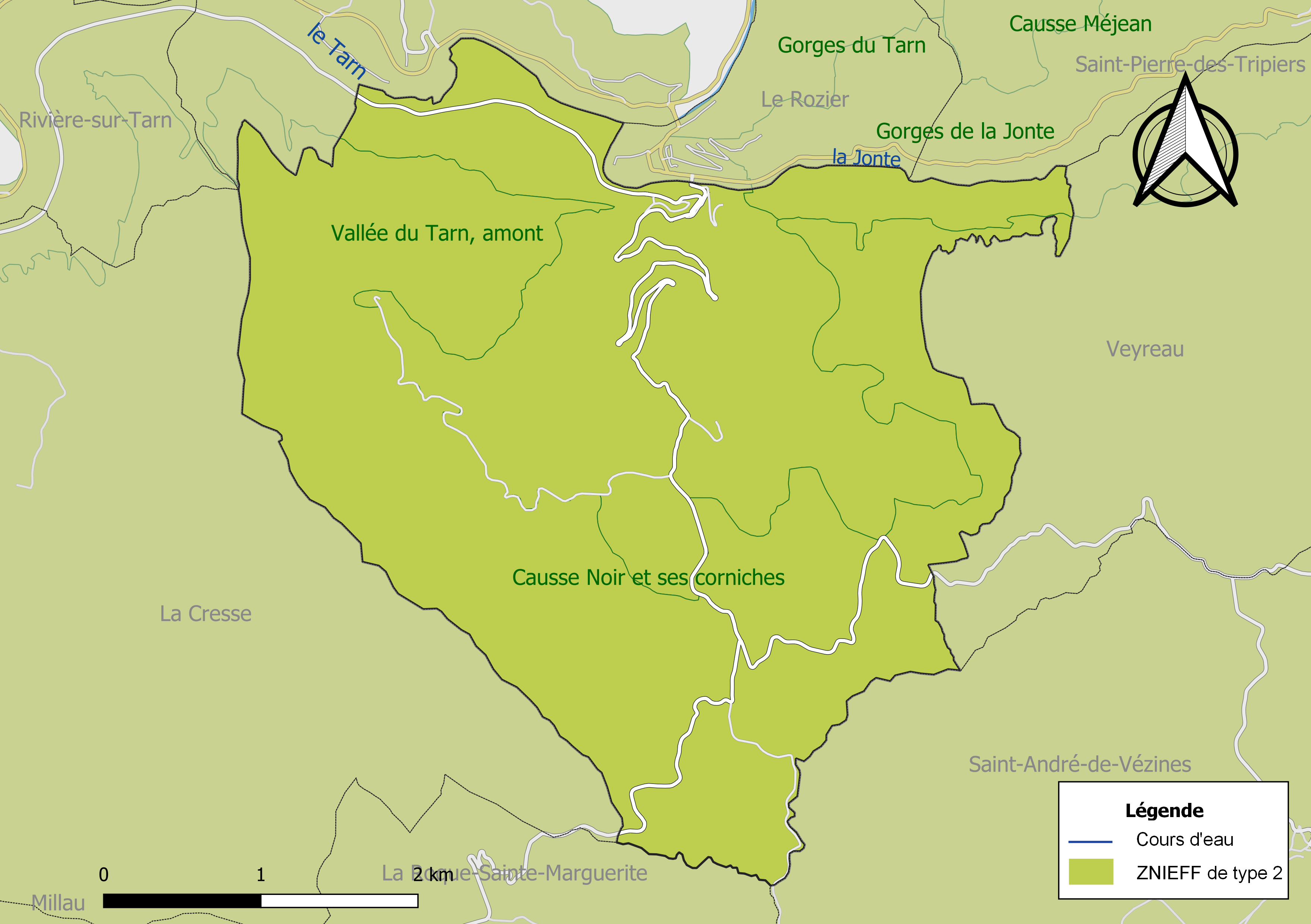
Carte des ZNIEFF de type 2 de la commune.

## Urbanisme

### Typologie
Au 1er janvier 2024, Peyreleau est catégorisée commune rurale à habitat dispersé, selon la nouvelle grille communale de densité à 7 niveaux définie par l'Insee en 2022.
Elle est située hors unité urbaine. Par ailleurs la commune fait partie de l'aire d'attraction de Millau, dont elle est une commune de la couronne,. Cette aire, qui regroupe 23 communes, est catégorisée dans les aires de moins de 50 000 habitants,.

### Occupation des sols

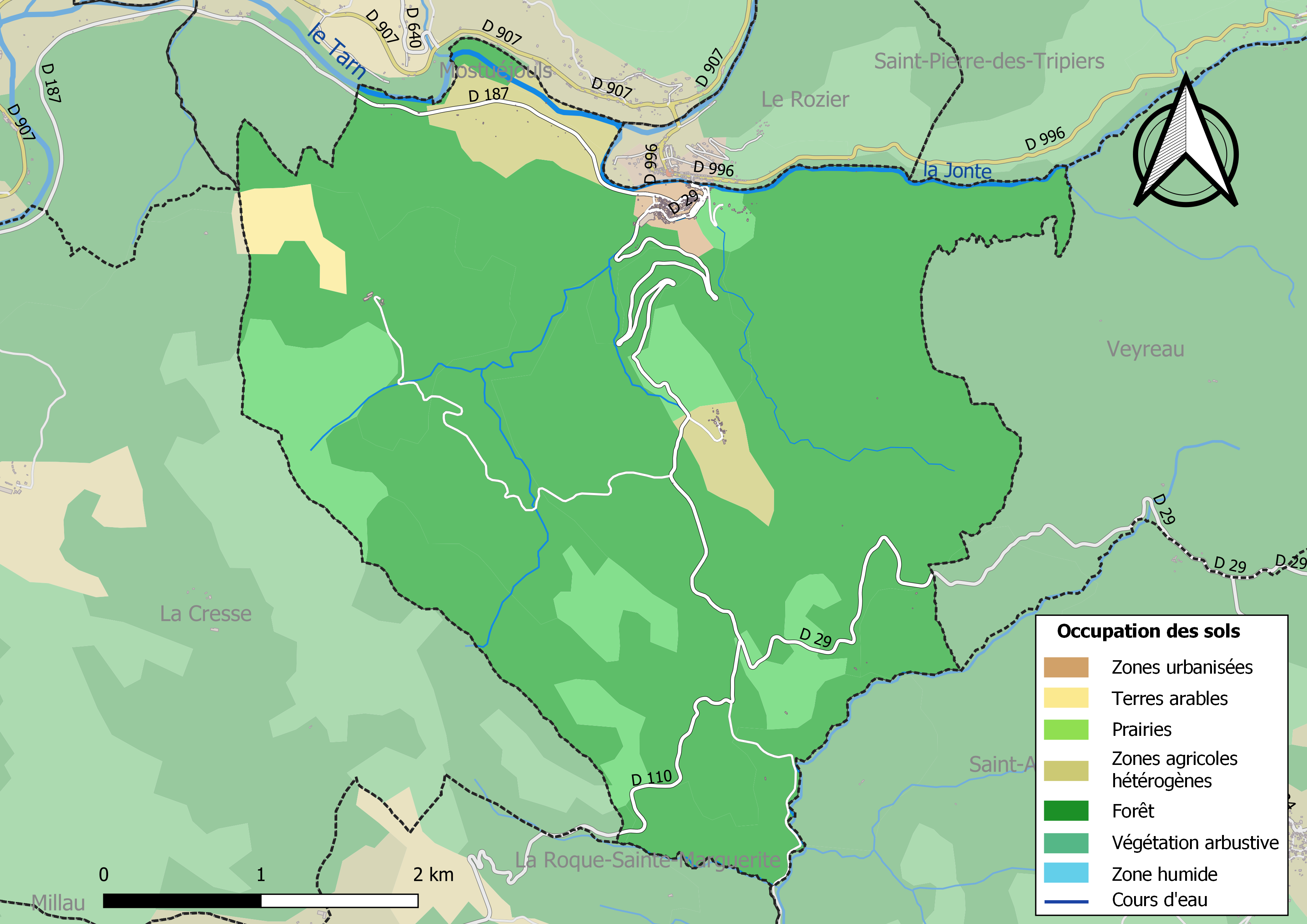
Infrastructures et occupation des sols de la commune de Peyreleau.

L'occupation des sols de la commune, telle qu'elle ressort de la base de données européenne d’occupation biophysique des sols Corine Land Cover (CLC), est marquée par l'importance des forêts et milieux semi-naturels (92,3 % en 2018), une proportion sensiblement équivalente à celle de 1990 (93 %). La répartition détaillée en 2018 est la suivante : 
forêts (82,4 %), milieux à végétation arbustive et/ou herbacée (9,9 %), zones agricoles hétérogènes (4,7 %), terres arables (2,2 %), zones urbanisées (0,8 %).

### Habitat et logement
En 2018, le nombre total de logements dans la commune était de 155, alors qu'il était de 150 en 2013 et de 129 en 2008.
Parmi ces logements, 26,5 % étaient des résidences principales, 70,2 % des résidences secondaires et 3,3 % des logements vacants. Ces logements étaient pour 90,8 % d'entre eux des maisons individuelles et pour 4,6 % des appartements.
Le tableau ci-dessous présente la typologie des logements à Peyreleau en 2018 en comparaison avec celle de l'Aveyron et de la France entière. Une caractéristique marquante du parc de logements est ainsi une proportion de résidences secondaires et logements occasionnels (70,2 %), très largement supérieure à celle du département (17,4 %) et à celle de la France entière (9,7 %). Concernant le statut d'occupation de ces logements, 82,9 % des habitants de la commune sont propriétaires de leur logement (76,3 % en 2013), contre 69,3 % pour l'Aveyron et 57,5 % pour la France entière.
| Typologie                                               | Peyreleau | Aveyron | France entière |
| ------------------------------------------------------- | --------- | ------- | -------------- |
| Résidences principales (en %)                           | 26,5      | 71,8    | 82,1           |
| Résidences secondaires et logements occasionnels (en %) | 70,2      | 17,4    | 9,7            |
| Logements vacants (en %)                                | 3,3       | 10,8    | 8,2            |

### Planification de l'aménagement
La loi SRU du 13 décembre 2000 a incité fortement les communes à se regrouper au sein d’un établissement public, pour déterminer les partis d’aménagement de l’espace au sein d’un SCoT, un document essentiel d’orientation stratégique des politiques publiques à une grande échelle. La commune est dans le territoire du SCoT du Parc naturel régional des Grands Causses, approuvé le vendredi 7 juillet 2017 par le comité syndical et mis à l’enquête publique en décembre 2019. La structure porteuse est le Pôle d'équilibre territorial et rural du PNR des Grands Causses, qui associe huit communautés de communes, notamment la communauté de communes de Millau Grands Causses, dont la commune est membre.
La commune, en 2017, avait engagé l'élaboration d'un plan local d'urbanisme.

### Risques naturels et technologiques
Le territoire de la commune de Peyreleau est vulnérable à différents aléas naturels : inondations, climatiques (hiver exceptionnel ou canicule), feux de forêts et séisme (sismicité faible).
Il est également exposé à un risque particulier, le risque radon,.

#### Risques naturels

Zones inondables de la commune de Peyreleau.

Certaines parties du territoire communal sont susceptibles d’être affectées par le risque d’inondation par débordement du Tarn et de la Jonte. Les dernières grandes crues historiques, ayant touché plusieurs parties du département, remontent aux 3 et 4 décembre 2003 (dans les bassins du Lot, de l'Aveyron, du Viaur et du Tarn) et au 28 novembre 2014 (bassins de la Sorgues et du Dourdou). Ce risque est pris en compte dans l'aménagement du territoire de la commune par le biais du Plan de prévention du risque inondation (PPRI) Tarn amont 1, approuvé le 26 avril 2005.
Le Plan départemental de protection des forêts contre les incendies découpe le département de l’Aveyron en sept « bassins de risque » et définit une sensibilité des communes à l’aléa feux de forêt (de faible à très forte). La commune est classée en sensibilité très forte.
Les mouvements de terrains susceptibles de se produire sur la commune sont soit des mouvements liés au retrait-gonflement des argiles, soit des effondrements liés à des cavités souterraines. Le phénomène de retrait-gonflement des argiles est la conséquence d'un changement d'humidité des sols argileux. Les argiles sont capables de fixer l'eau disponible mais aussi de la perdre en se rétractant en cas de sécheresse. Ce phénomène peut provoquer des dégâts très importants sur les constructions (fissures, déformations des ouvertures) pouvant rendre inhabitables certains locaux. La carte de zonage de cet aléa peut être consultée sur le site de l'observatoire national des risques naturels Géorisques. Une autre carte permet de prendre connaissance des cavités souterraines localisées sur la commune,.

#### Risque particulier
Dans plusieurs parties du territoire national, le radon, accumulé dans certains logements ou autres locaux, peut constituer une source significative d’exposition de la population aux rayonnements ionisants. Toutes les communes du département sont concernées par le risque radon à un niveau plus ou moins élevé. Selon le dossier départemental des risques majeurs du département établi en 2013, la commune de Peyreleau est classée à risque faible. Un décret du 4 juin 2018 a modifié la terminologie du zonage définie dans le code de la santé publique et a été complété par un arrêté du 27 juin 2018 portant délimitation des zones à potentiel radon du territoire français. La commune est désormais en zone 1, à savoir zone à potentiel radon faible.

## Histoire
L'ancien château féodal fut érigé au cours du XIe siècle. Cette forteresse disparue, dont il subsiste néanmoins quelques vestiges de remparts dans le village, fut la propriété successive des Montferrand, de la famille de la Chapelle, d'Alphonse de Poitiers, comte de Rouergue et frère de Louis IX, puis de la très riche famille de Sévérac au XVe siècle. C'est au cours de cette dernière période que la famille d'Albignac occupa les lieux mais sans en être propriétaire. C'est François II d'Albignac, petit-fils de Simon d'Albignac, qui, au début du XVIIIe siècle, racheta le château ainsi que la seigneurie de Peyreleau pour la somme de 30 000 livres. Néanmoins, en vendant, le marquis de Sévérac se réserva un droit de rachat auquel il renoncera quelques années plus tard moyennant le versement de 5 000 livres supplémentaires. Les pierres utilisées pour la construction de la nouvelle résidence des seigneurs d'Albignac, l'actuel château de Triadou, proviennent, pour la plupart, de cette forteresse disparue.
Ce château fort eut un important rôle défensif dans la protection de la vicomté de Millau lors du rattachement de Mostuéjouls (le village voisin) aux évêques de Mende, après que le titre de vicomte de Millau (renommé par la suite comte de Gévaudan) a été cédé par Jacques Ier d'Aragon à Louis IX le 11 mai 1258 en application du traité de Corbeil faisant de cette terre un domaine royal.

## Politique et administration

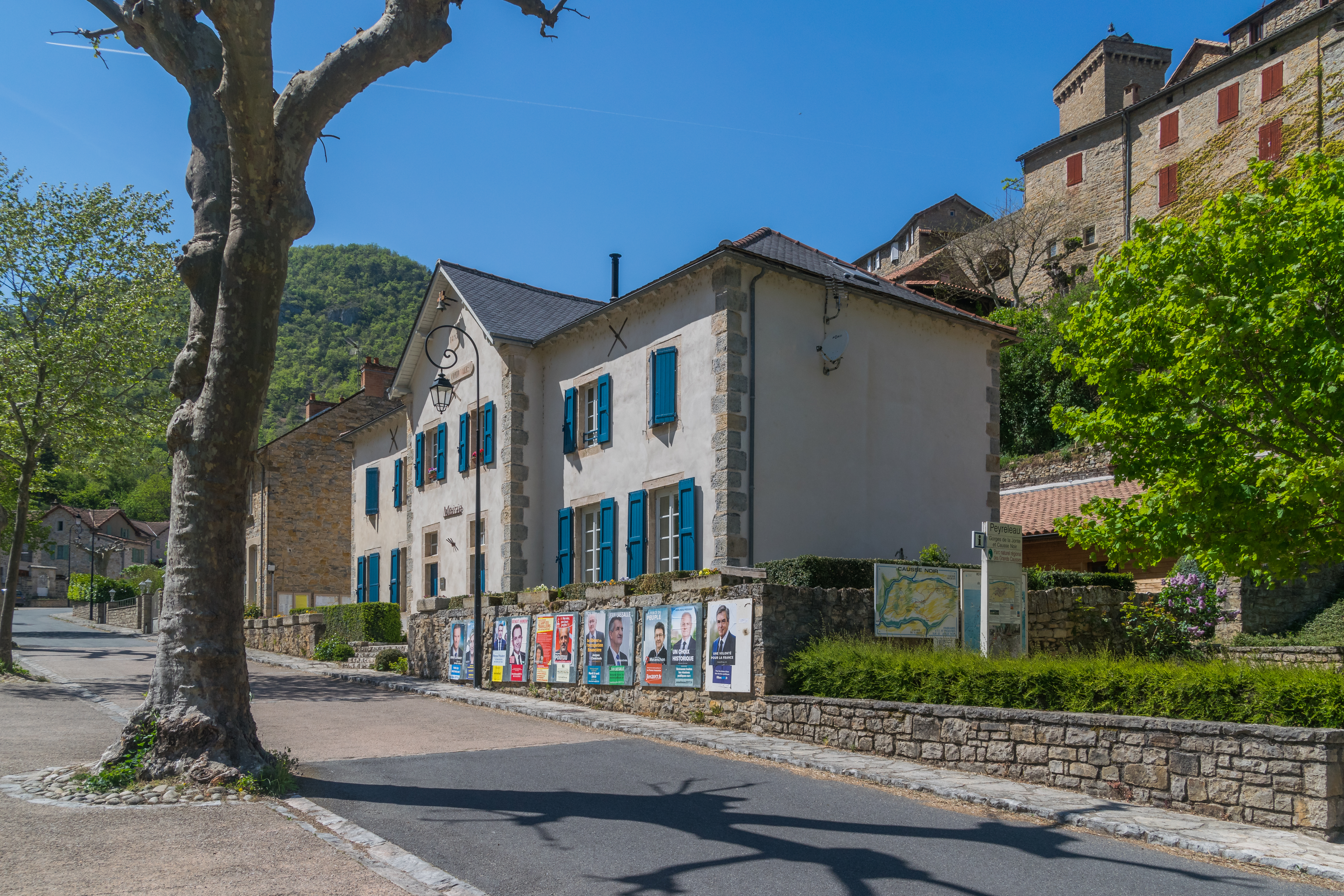
La mairie en 2017.

### Rattachements administratifs et électoraux

#### Rattachements administratifs
La commune se trouve dans l'arrondissement de Millau du département de l'Aveyron.
Elle était depuis 1793 le chef-lieu du canton de Peyreleau. Dans le cadre du redécoupage cantonal de 2014 en France, cette circonscription administrative territoriale a disparu, et le canton n'est plus qu'une circonscription électorale.

#### Rattachements électoraux
Pour les élections départementales, la commune fait partie depuis 2014 du canton de Tarn et Causses
Pour l'élection des députés, elle fait partie de la troisième circonscription de l'Aveyron.

### Intercommunalité
Peyreleau est membre de la communauté de communes de Millau Grands Causses, un établissement public de coopération intercommunale (EPCI) à fiscalité propre créé en 1989 et auquel la commune a transféré un certain nombre de ses compétences, dans les conditions déterminées par le code général des collectivités territoriales.

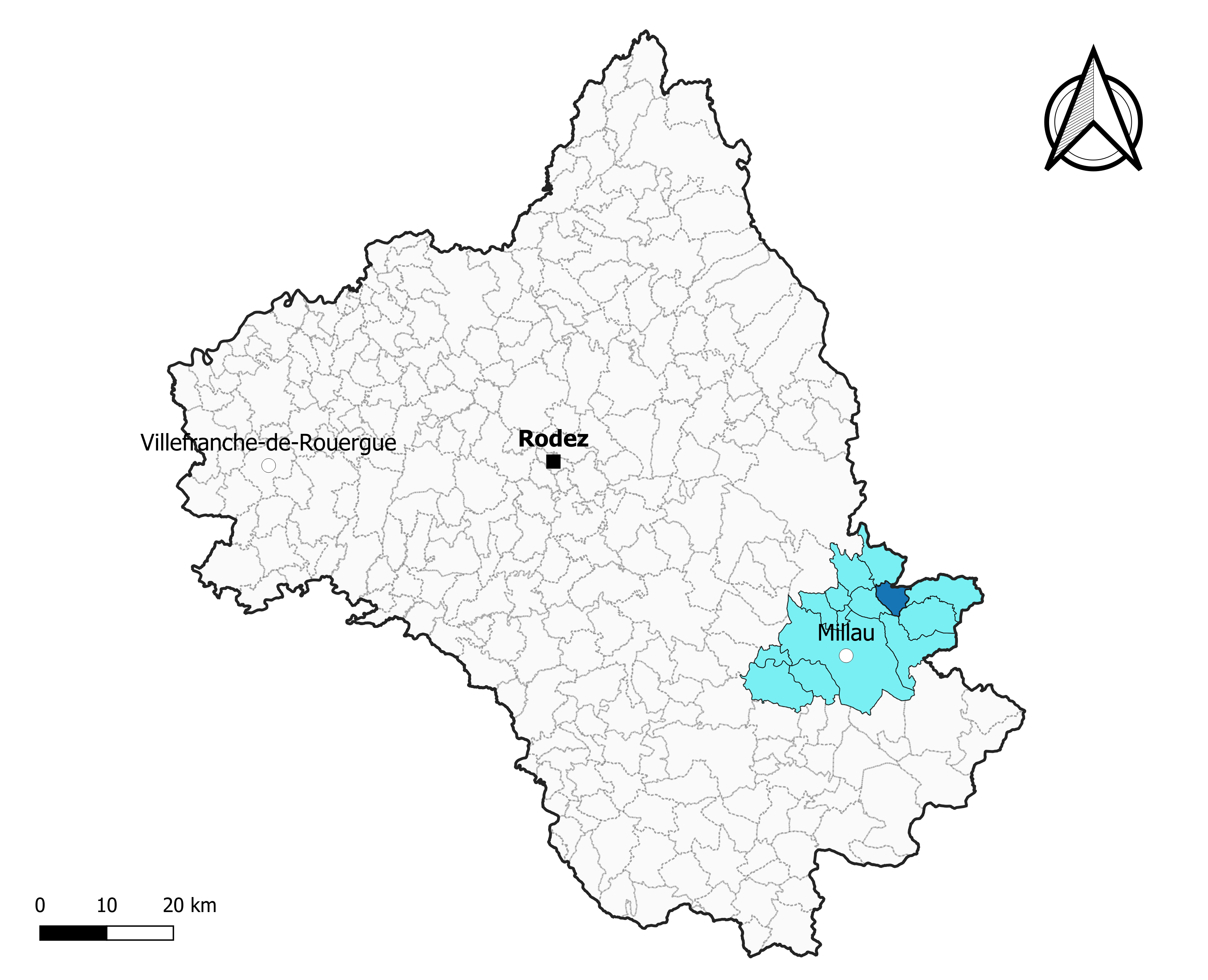
Peyreleau dans l'intercommunalité en 2020.
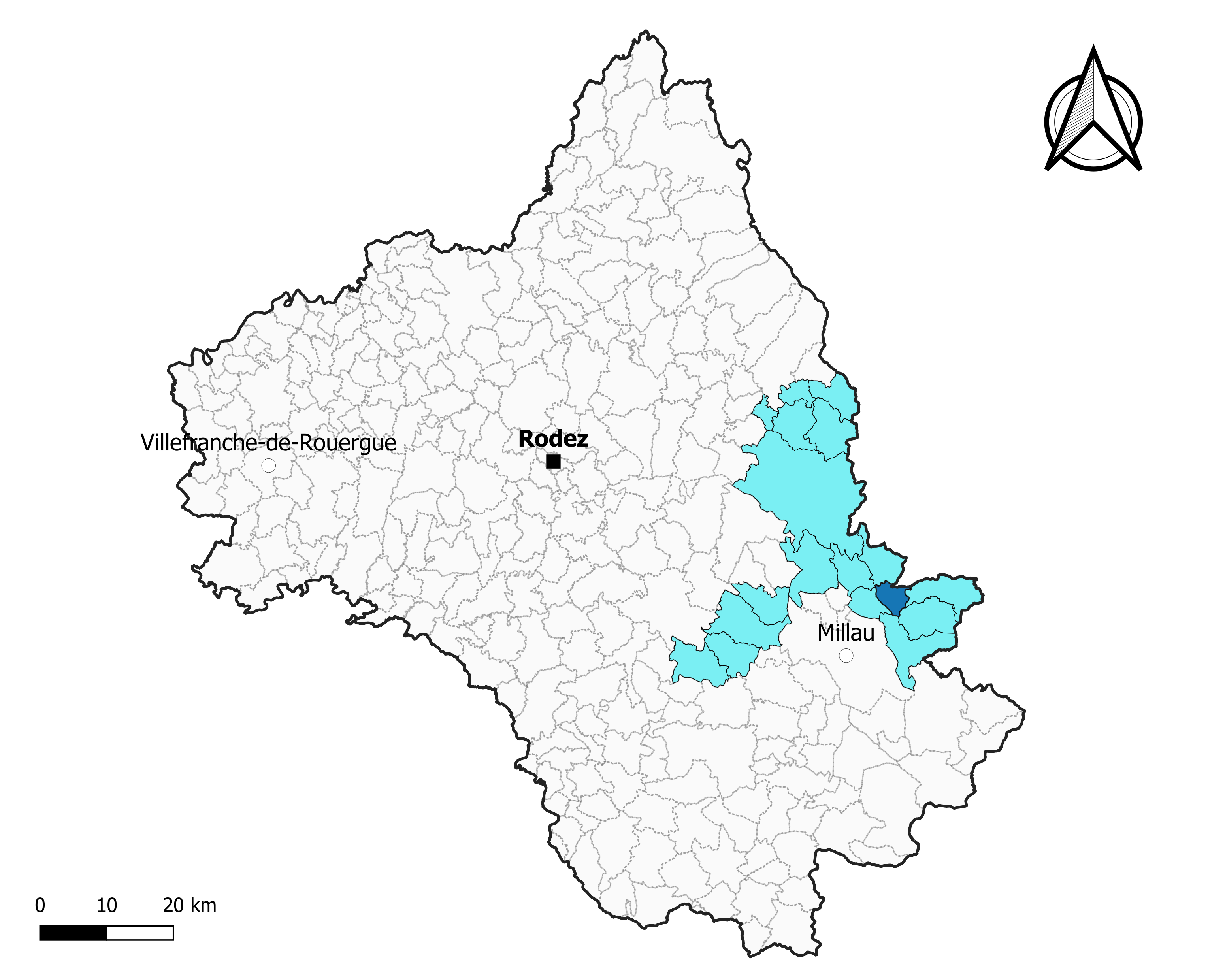
Peyreleau dans le canton de Tarn et Causses en 2020.
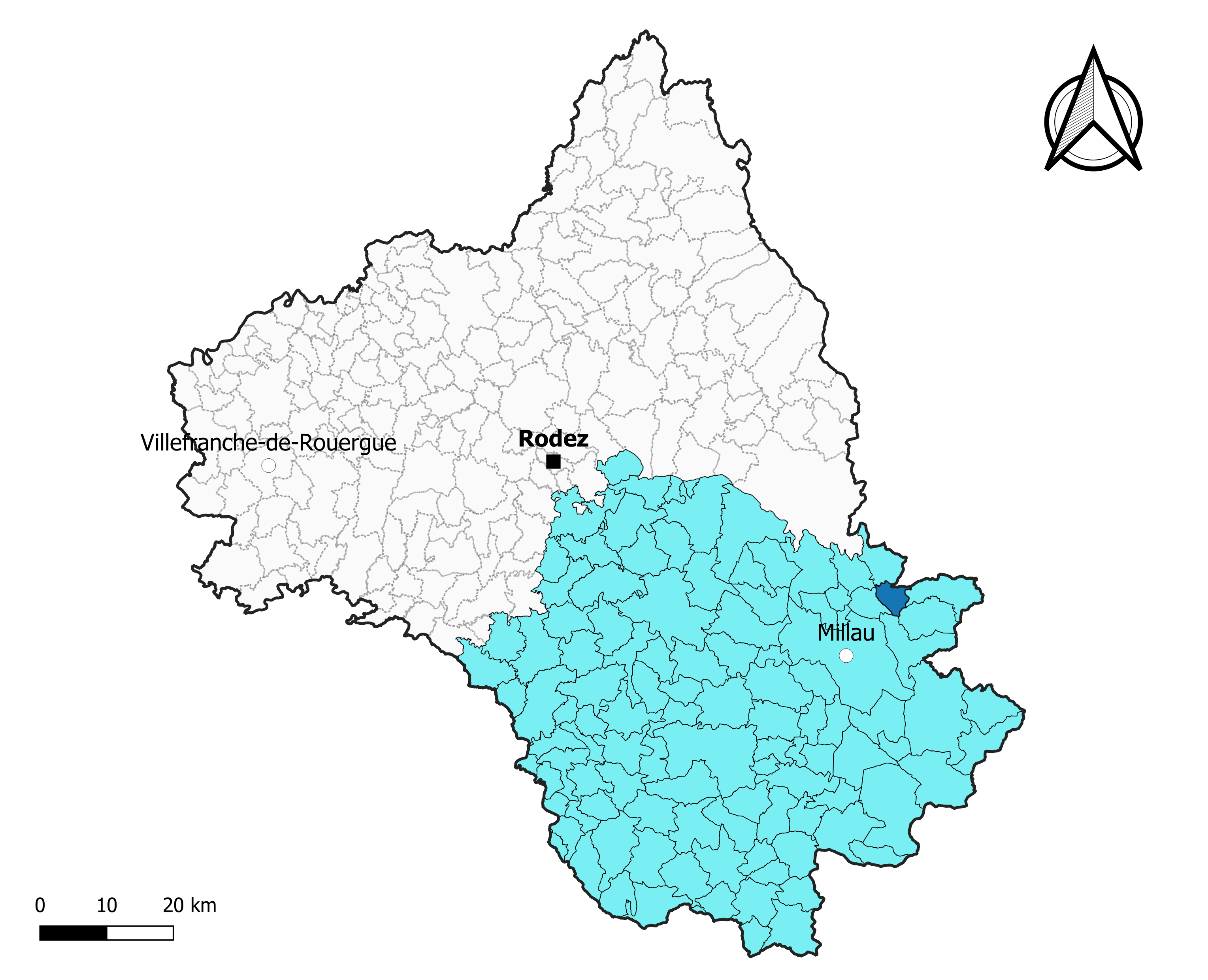
Peyreleau dans l'arrondissement de Millau en 2020.

### Élections municipales et communautaires

#### Élections de 2020
Le conseil municipal de Peyreleau, commune de moins de 1 000 habitants, est élu au scrutin majoritaire plurinominal à deux tours avec candidatures isolées ou groupées et possibilité de panachage. Compte tenu de la population communale, le nombre de sièges à pourvoir lors des élections municipales de 2020 est de 7. La totalité des sept candidats en lice est élue dès le premier tour, le 15 mars 2020, avec un taux de participation de 51,85 %.
Jean Leymarie est élu nouveau maire de la commune le 24 mai 2020.
Dans les communes de moins de 1 000 habitants, les conseillers communautaires sont désignés parmi les conseillers municipaux élus en suivant l’ordre du tableau (maire, adjoints puis conseillers municipaux) et dans la limite du nombre de sièges attribués à la commune au sein du conseil communautaire. Un siège est attribué à la commune au sein de la communauté de communes de Millau Grands Causses.

#### Liste des maires
| Période                                  | Période                      | Identité      | Étiquette    | Qualité |
| ---------------------------------------- | ---------------------------- | ------------- | ------------ | --- |
| Les données manquantes sont à compléter. |                              |               |              | |
| 1892                                     | 1903                         | Amédée Vidal  | Conservateur | Avocat puis industriel à Salles-la-Source Conseiller général de de Peyreleau (1897 → 1940) ) Propriétaire à Saint-Laurent-d'Olt Sénateur de l'Aveyron (1921 → 1930) |
| avant 1978                               |                              | Jean Agrinier | PCF          | Cheminot |
| Les données manquantes sont à compléter. |                              |               |              | |
| 2008                                     | 2014                         | Jean Leymarie |              | |
| 2014                                     | mai 2020                     | Alain Rouget  | SE           | Retraité |
| mai 2020                                 | septembre 2022               | Jean Leymarie |              | Cadre retraité Démissionnaire |
| septembre 2022                           | En cours (au 4 février 2023) | Alain Rouget  |              | Profession libérale |

## Démographie
L'évolution du nombre d'habitants est connue à travers les recensements de la population effectués dans la commune depuis 1793. Pour les communes de moins de 10 000 habitants, une enquête de recensement portant sur toute la population est réalisée tous les cinq ans, les populations de référence des années intermédiaires étant quant à elles estimées par interpolation ou extrapolation. Pour la commune, le premier recensement exhaustif entrant dans le cadre du nouveau dispositif a été réalisé en 2005.

En 2022, la commune comptait 71 habitants, en évolution de −4,05 % par rapport à 2016 (Aveyron : +0,37 %, France hors Mayotte : +2,11 %).
| 1793 | 1800 | 1806  | 1821 | 1831 | 1836 | 1841 | 1846 | 1851 |
| ---- | ---- | ----- | ---- | ---- | ---- | ---- | ---- | ---- |
| 530  | 261  | 1 218 | 419  | 385  | 382  | 375  | 383  | 390  |

| 1856 | 1861 | 1866 | 1872 | 1876 | 1881 | 1886 | 1891 | 1896 |
| ---- | ---- | ---- | ---- | ---- | ---- | ---- | ---- | ---- |
| 391  | 356  | 356  | 350  | 330  | 338  | 340  | 304  | 301  |

| 1901 | 1906 | 1911 | 1921 | 1926 | 1931 | 1936 | 1946 | 1954 |
| ---- | ---- | ---- | ---- | ---- | ---- | ---- | ---- | ---- |
| 317  | 308  | 257  | 211  | 221  | 185  | 192  | 162  | 132  |

| 1962 | 1968 | 1975 | 1982 | 1990 | 1999 | 2005 | 2006 | 2010 |
| ---- | ---- | ---- | ---- | ---- | ---- | ---- | ---- | ---- |
| 139  | 95   | 110  | 100  | 77   | 70   | 70   | 68   | 78   |

| 2015 | 2020 | 2022 | - | - | - | - | - | - |
| ---- | ---- | ---- | - | - | - | - | - | - |
| 74   | 73   | 71   | - | - | - | - | - | - |

Entre 1793 et 1892, la commune a enregistré 1 198 naissances, 1 088 décès et 330 mariages.

## Économie

### Emploi
| Division       | 2008   | 2013  | 2018   |
| -------------- | ------ | ----- | ------ |
| Commune        | 12,7 % | 20 %  | 11,4 % |
| Département    | 5,4 %  | 7,1 % | 7,1 %  |
| France entière | 8,3 %  | 10 %  | 10 %   |

En 2018, la population âgée de 15 à 64 ans s'élève à 44 personnes, parmi lesquelles on compte 70,5 % d'actifs (59,1 % ayant un emploi et 11,4 % de chômeurs) et 29,5 % d'inactifs,. Depuis 2008, le taux de chômage communal (au sens du recensement) des 15-64 ans est supérieur à celui de la France et du département.
La commune fait partie de la couronne de l'aire d'attraction de Millau, du fait qu'au moins 15 % des actifs travaillent dans le pôle,. Elle compte 30 emplois en 2018, contre 33 en 2013 et 26 en 2008. Le nombre d'actifs ayant un emploi résidant dans la commune est de 27, soit un indicateur de concentration d'emploi de 111,3 % et un taux d'activité parmi les 15 ans ou plus de 46,4 %.
Sur ces 27 actifs de 15 ans ou plus ayant un emploi, 11 travaillent dans la commune, soit 41 % des habitants. Pour se rendre au travail, 51,9 % des habitants utilisent un véhicule personnel ou de fonction à quatre roues, 3,7 % les transports en commun, 14,8 % s'y rendent en deux-roues, à vélo ou à pied et 29,6 % n'ont pas besoin de transport (travail au domicile).

### Activités hors agriculture
17 établissements sont implantés  à Peyreleau au 31 décembre 2019.
Le secteur du commerce de gros et de détail, des transports, de l'hébergement et de la restauration est prépondérant sur la commune puisqu'il représente 76,5 % du nombre total d'établissements de la commune (13 sur les 17 entreprises implantées  à Peyreleau), contre 27,5 % au niveau départemental.

### Agriculture
|               | 1988 | 2000 | 2010 | 2020 |
| ------------- | ---- | ---- | ---- | ---- |
| Exploitations | 3    | 2    | 3    | 4    |
| SAU (ha)      | 723  | 632  | 641  | 678  |

La commune est dans les Grands Causses, une petite région agricole occupant le sud-est du département de l'Aveyron. En 2020, l'orientation technico-économique de l'agriculture  sur la commune est l'élevage d'équidés et/ou d' autres herbivores. Quatre exploitations agricoles ayant leur siège dans la commune sont dénombrées lors du recensement agricole de 2020 (trois en 1988). La superficie agricole utilisée est de 678 ha,,.

## Culture locale et patrimoine

### Lieux et monuments
- Le château de Triadou remonte au XVIe siècle et a fait l'objet de plusieurs modifications ultérieures. Il est inscrit en 1944 au titre des monuments historiques pour sa « chapelle ainsi que la balustrade voisine et la terrasse avec les quatre arcades »[71].

Le château de Triadou
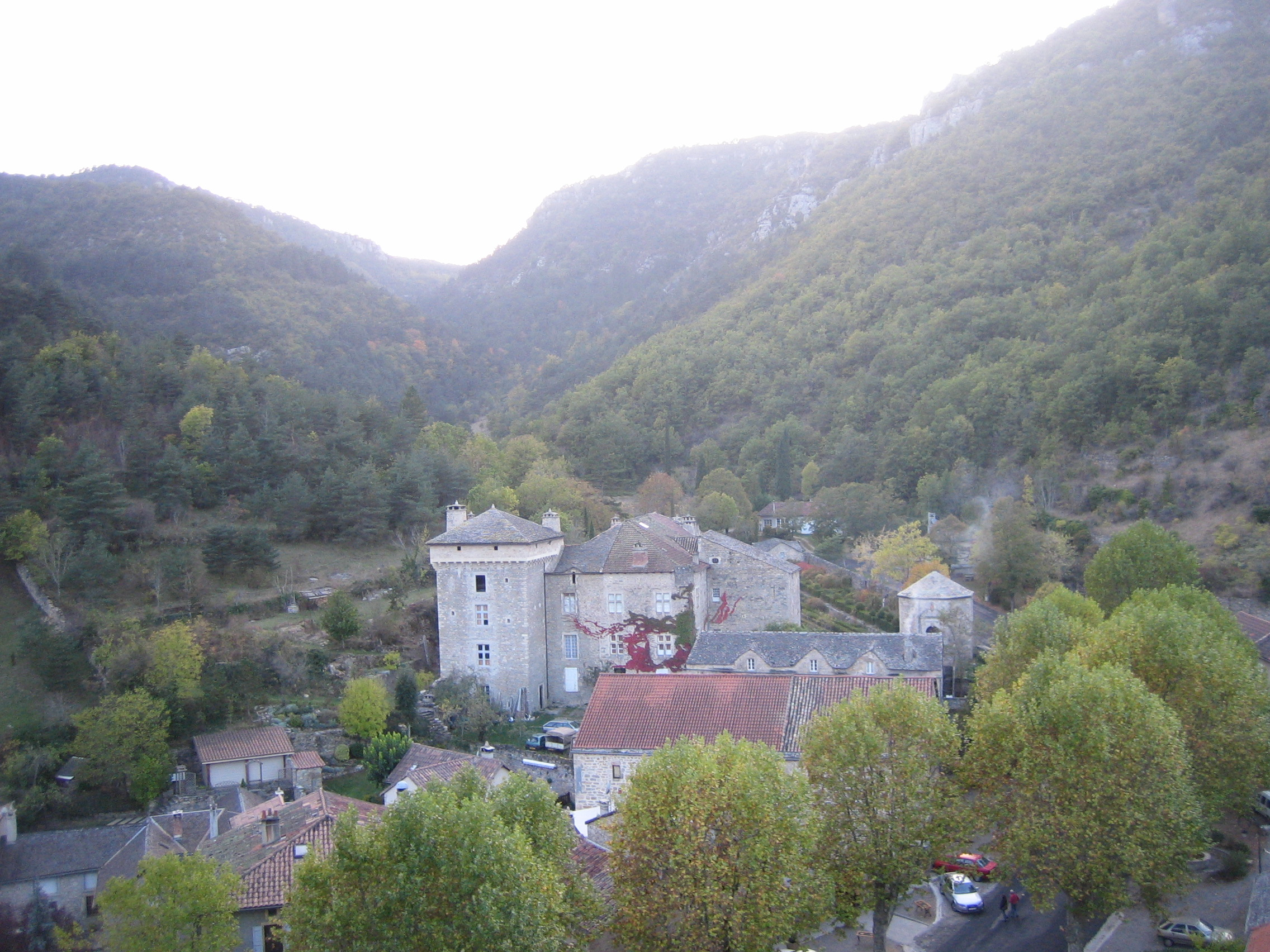
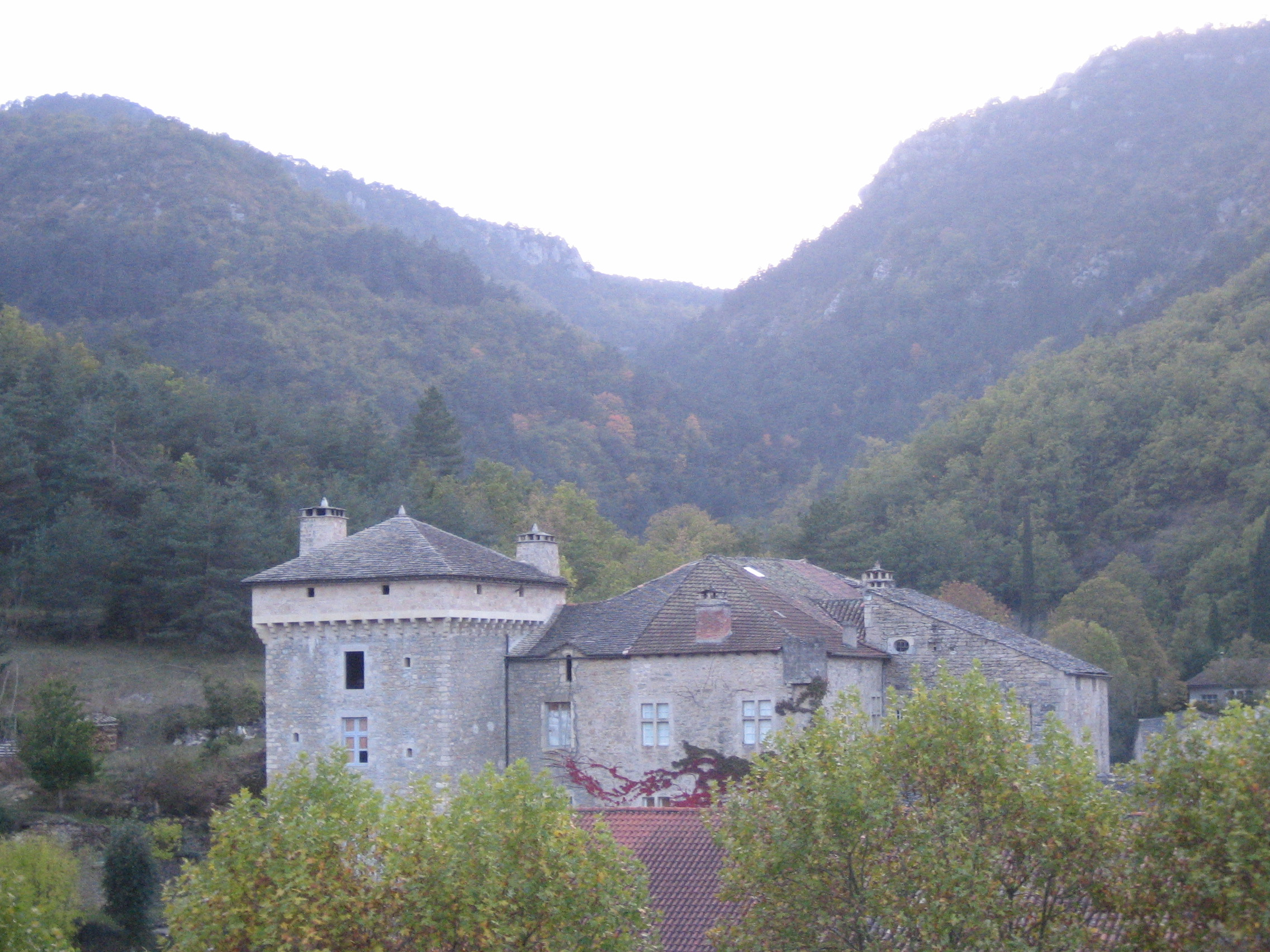
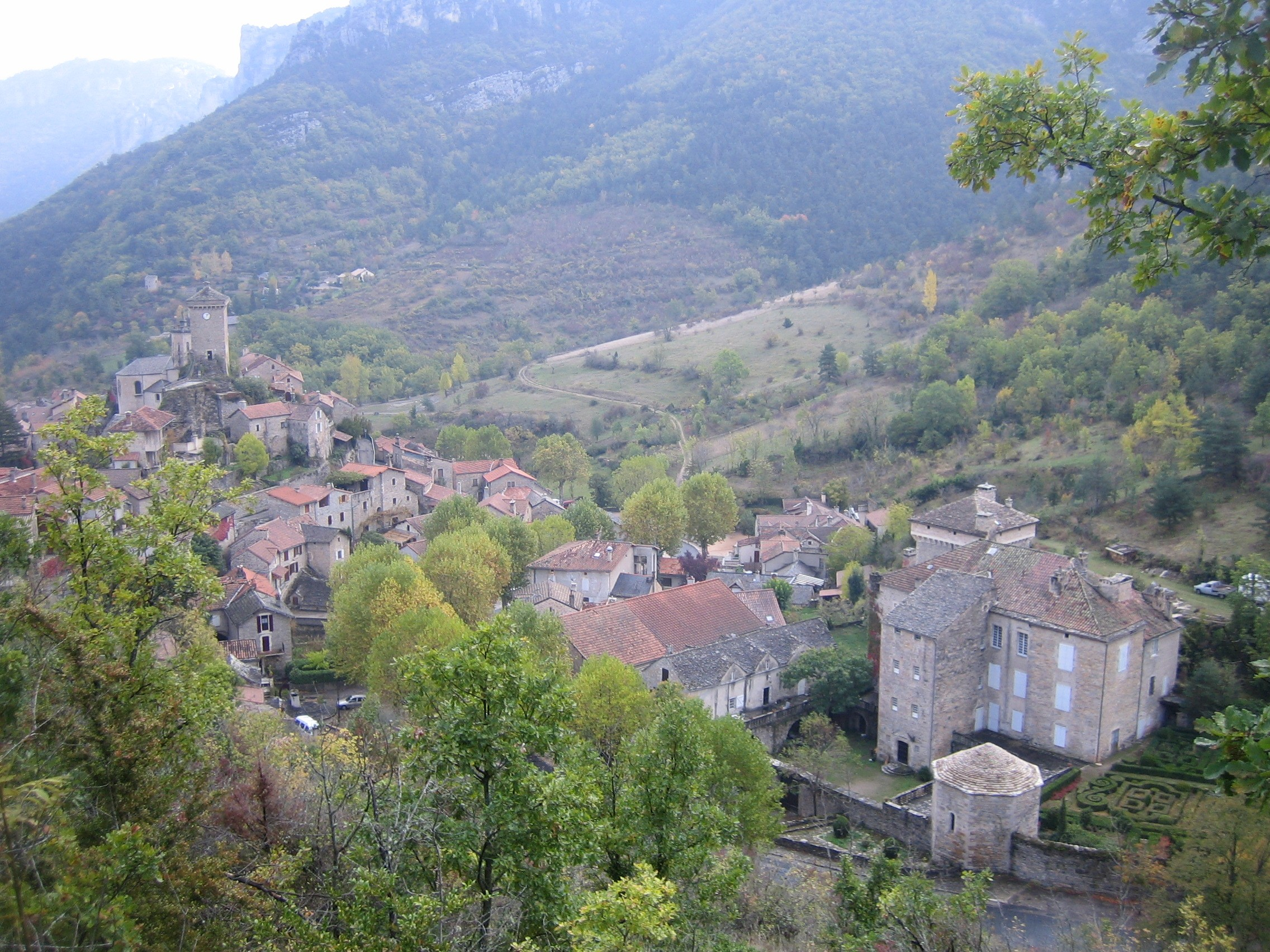
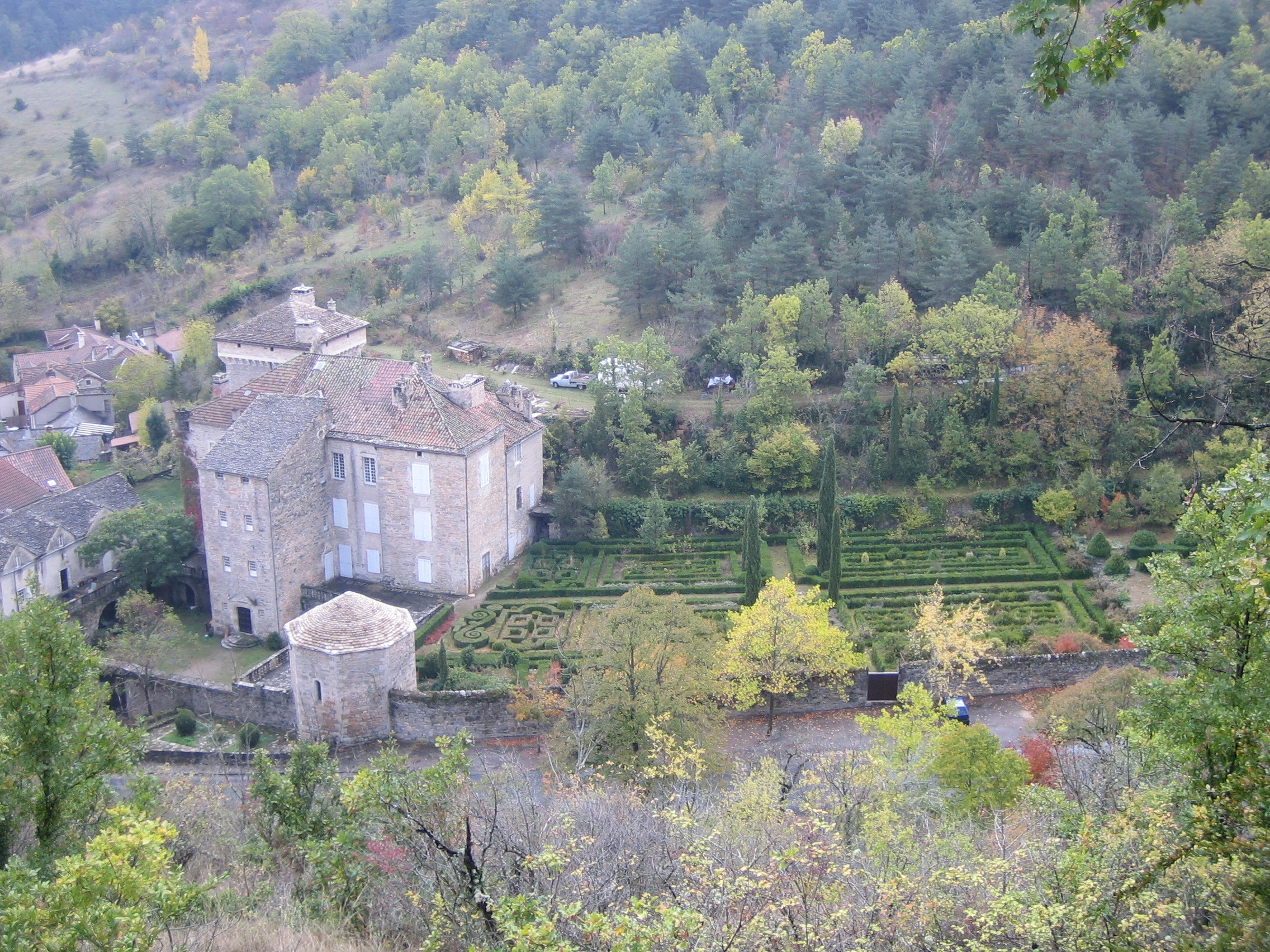

- La tour Carrée aussi connue sous le nom de tour de l'Horloge telle qu'elle existe aujourd'hui a été édifiée en 1617 par Simon d'Albignac, fils de Pierre III d'Albignac, sur les fondations de l'ancien château féodal. Aujourd'hui propriété de la commune, la tour, point culminant du bourg, a été transformée en gîte d'étape.

La tour Carrée
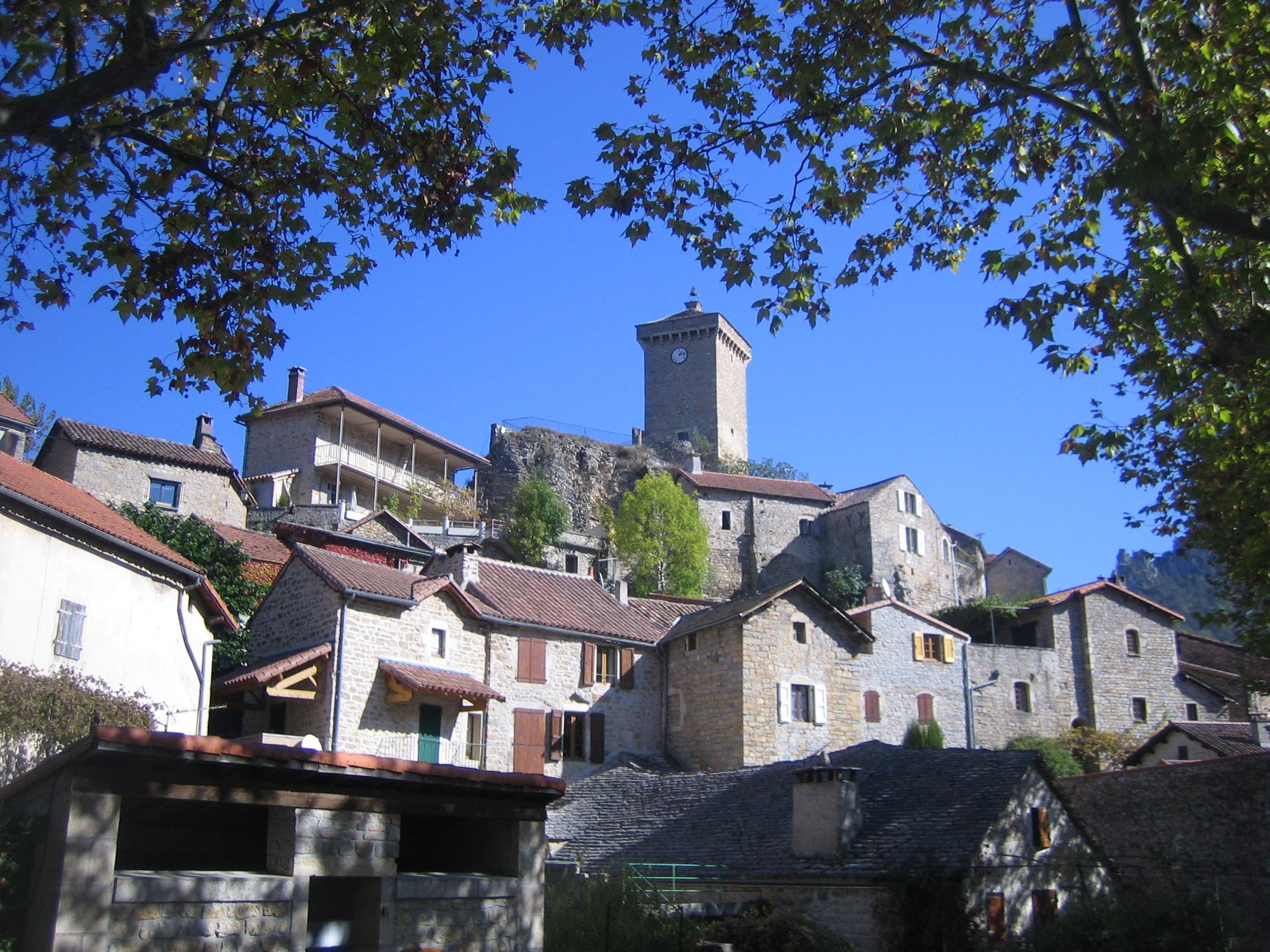
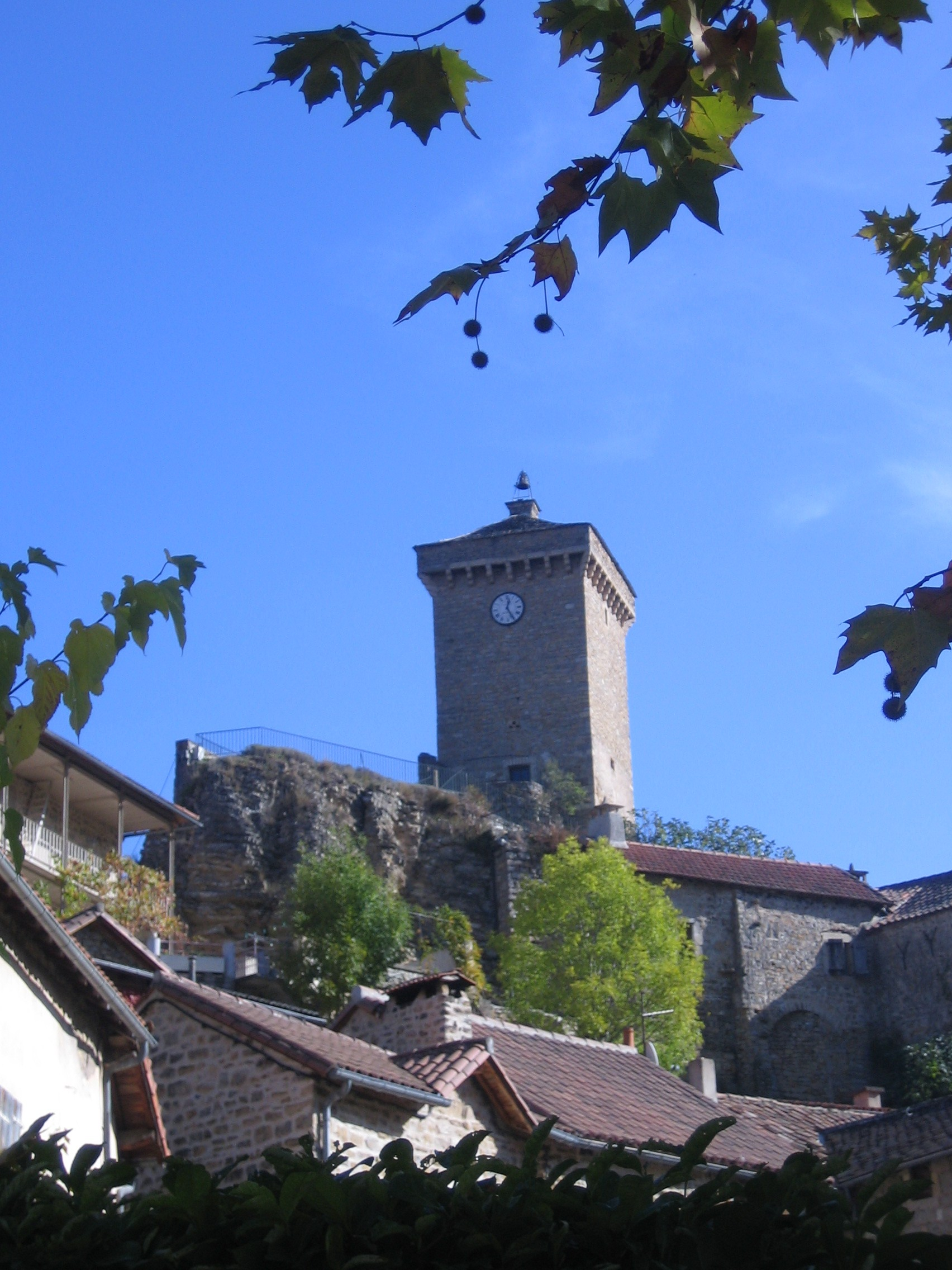
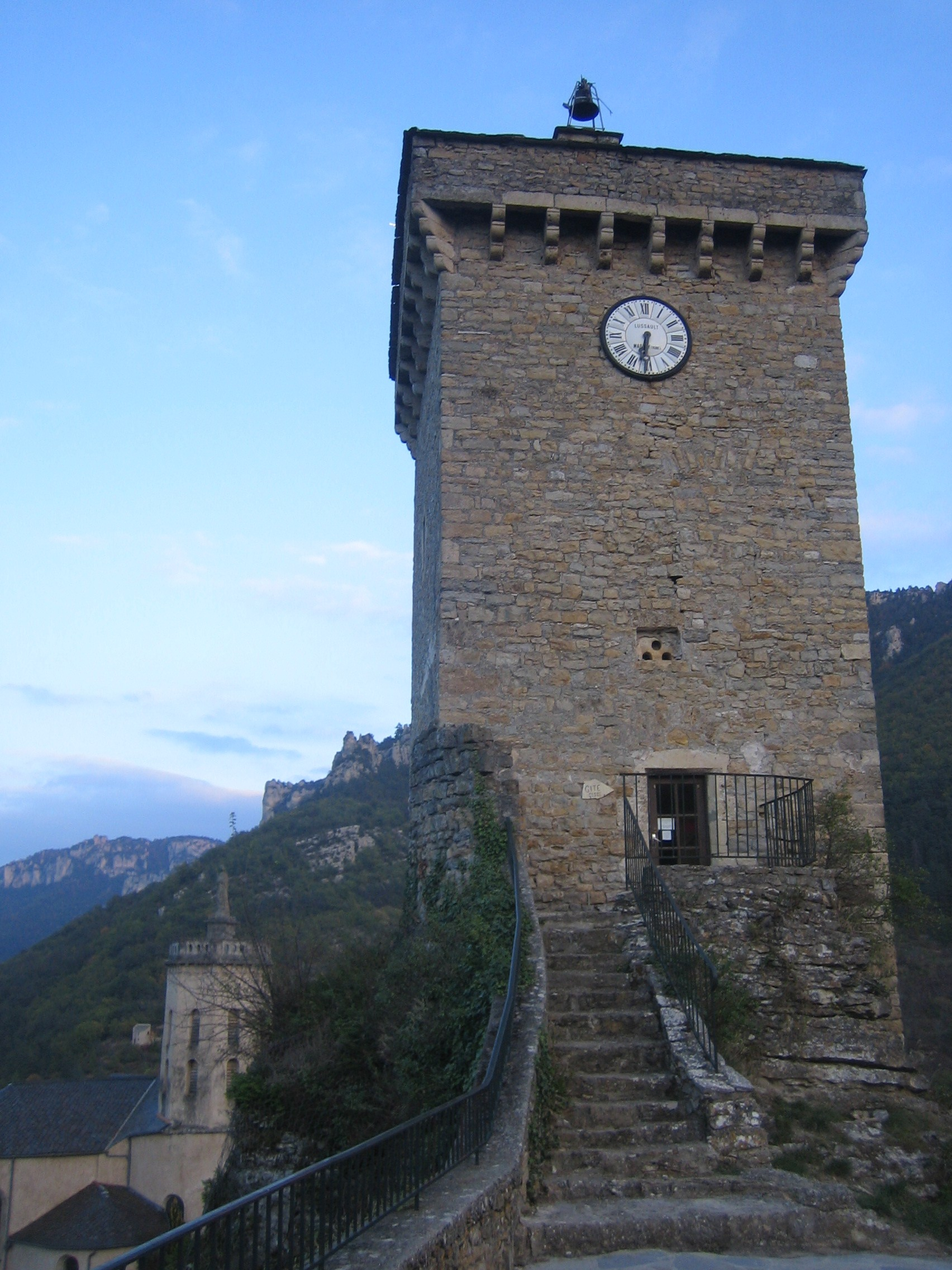
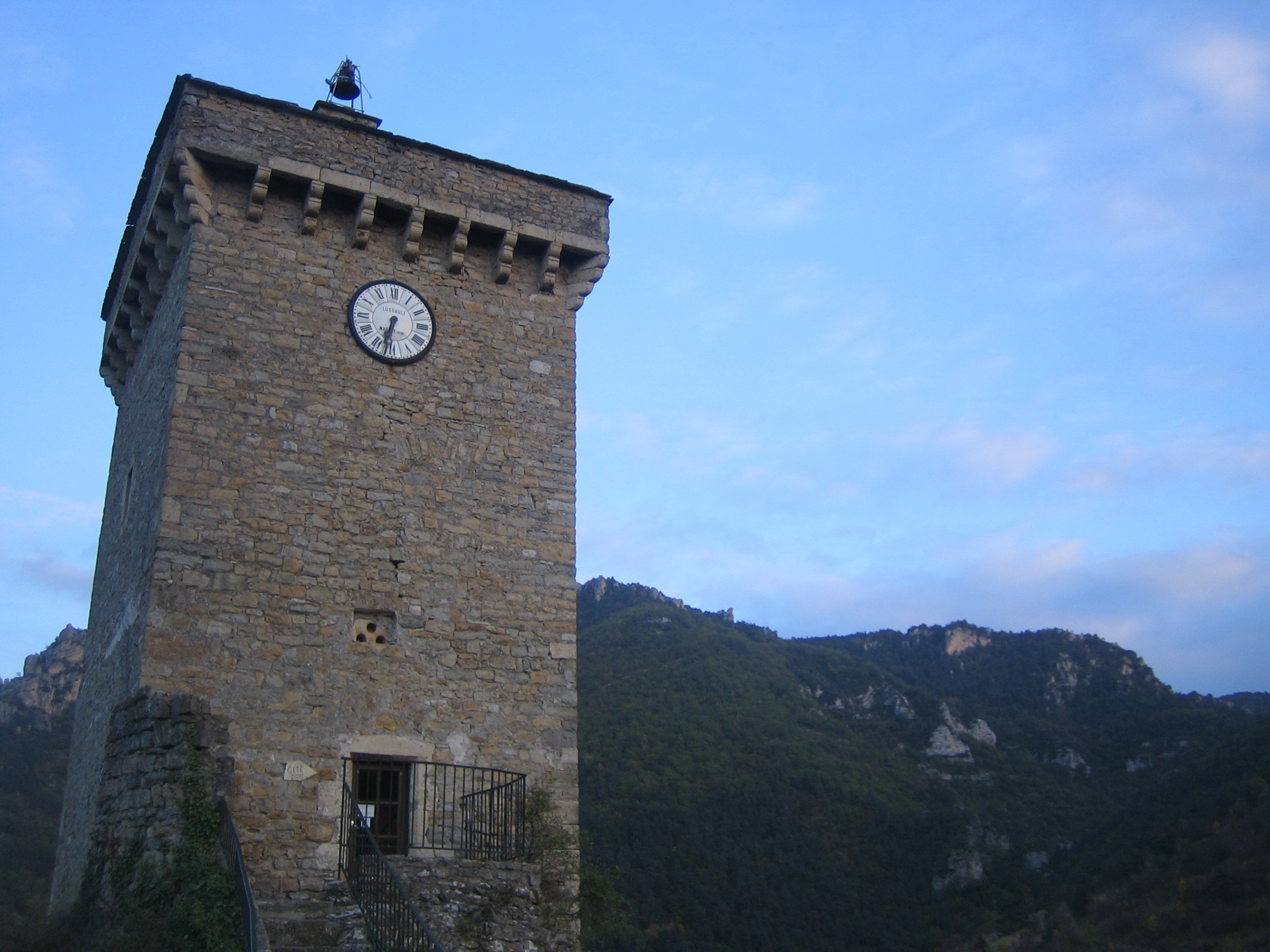
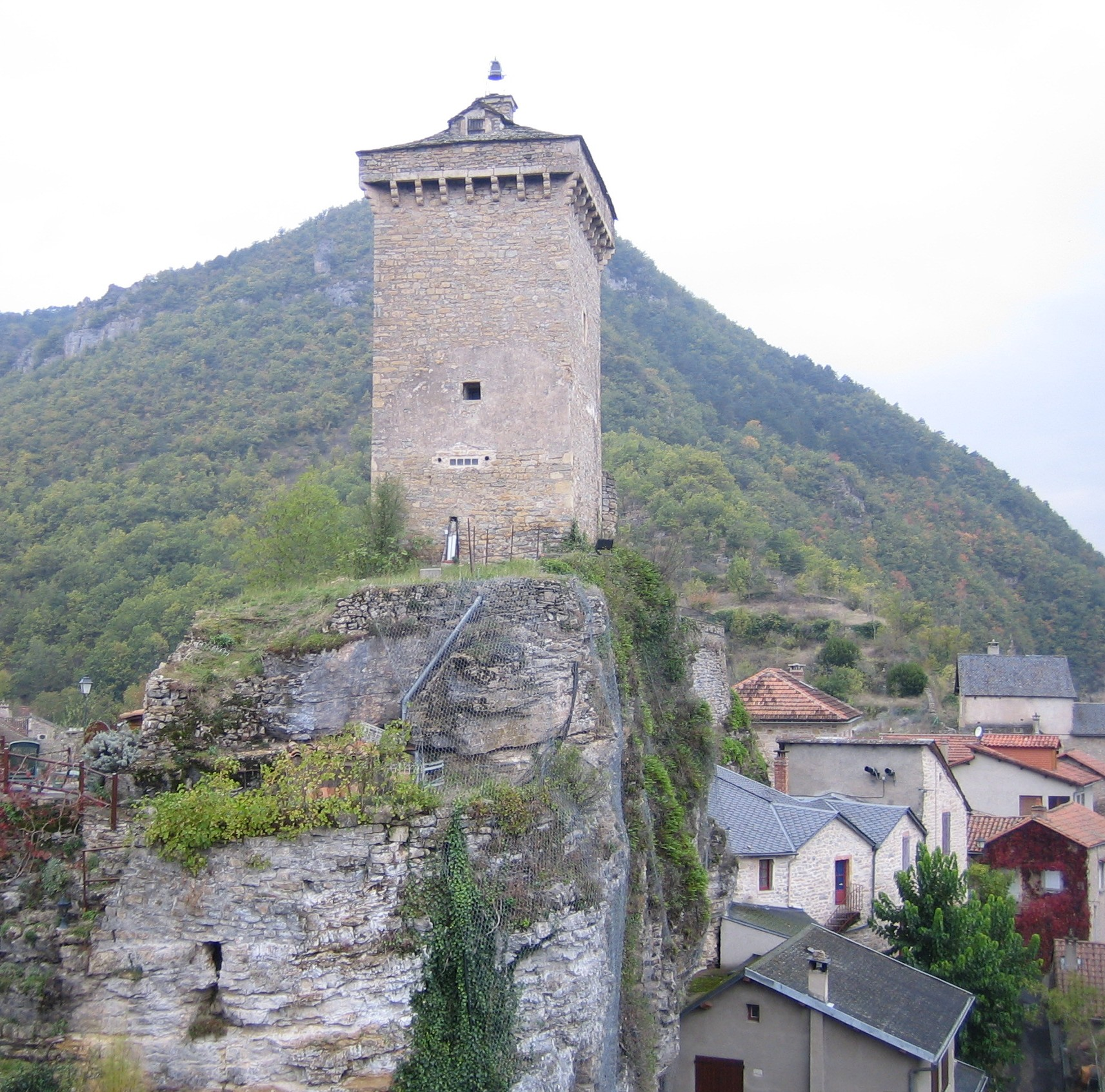

- Chapelle Notre-Dame-des-Mirabels de Peyreleau.

Autres lieux
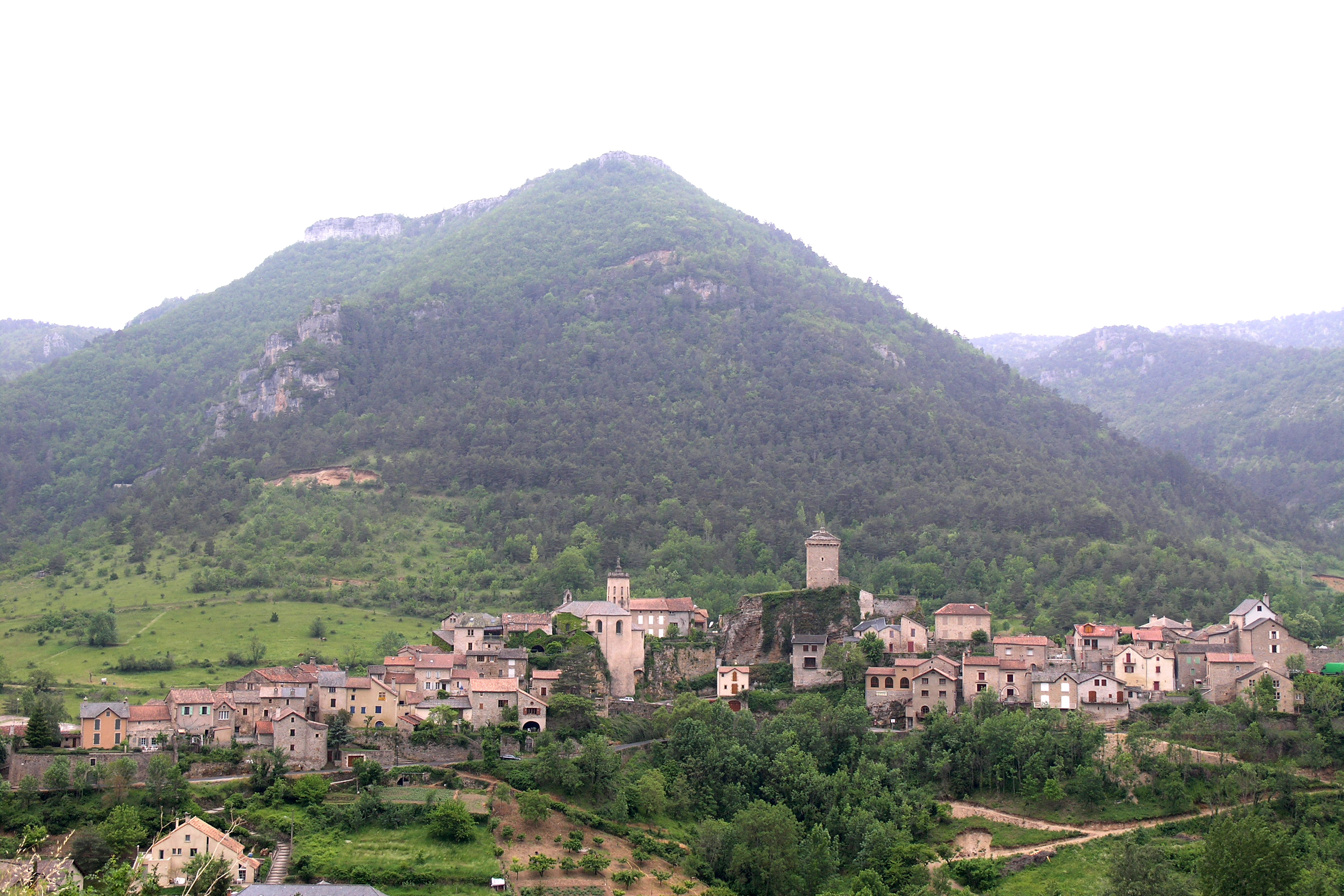
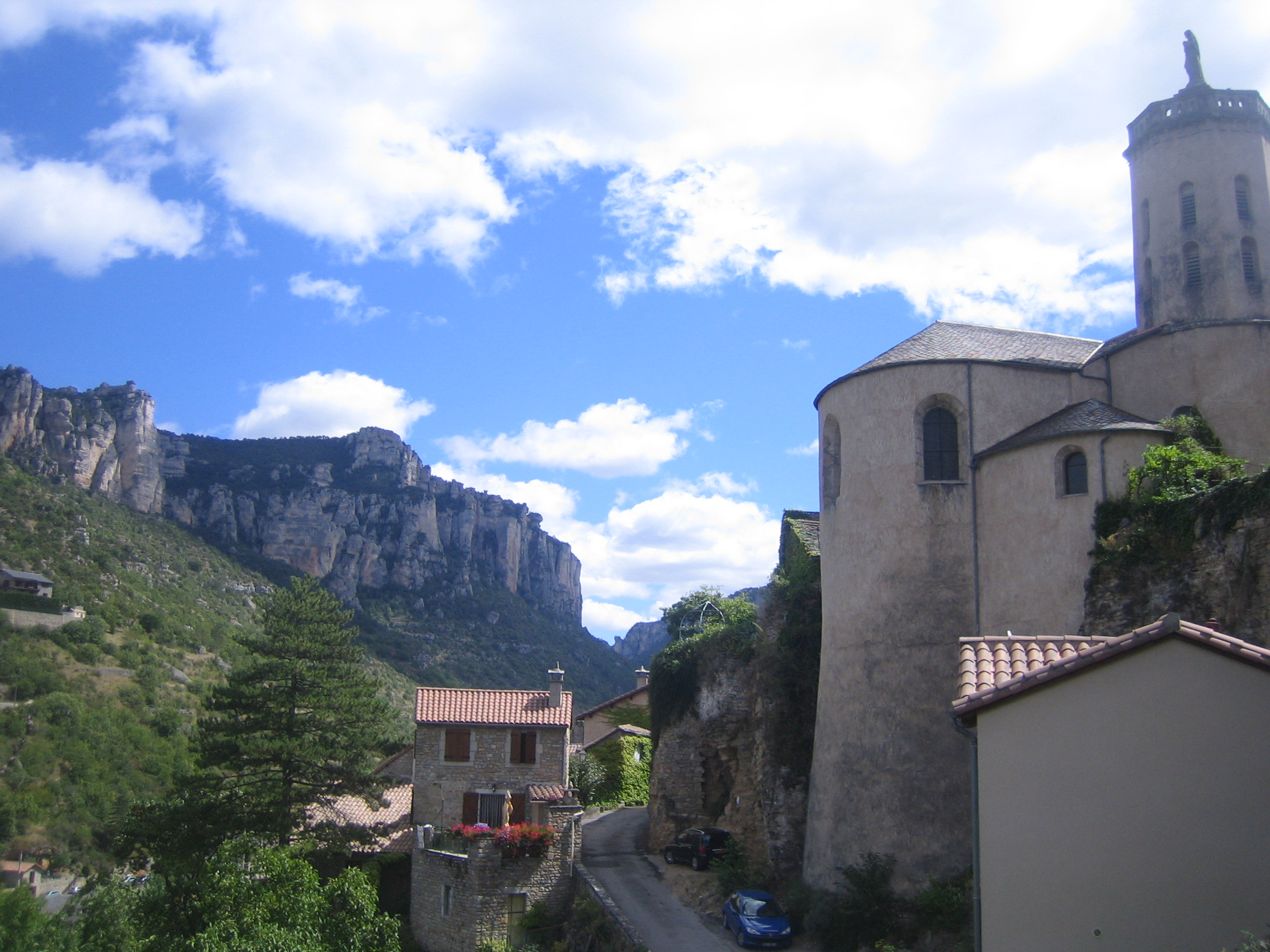
Chapelle Notre-Dame-des-Mirabels de Peyreleau.
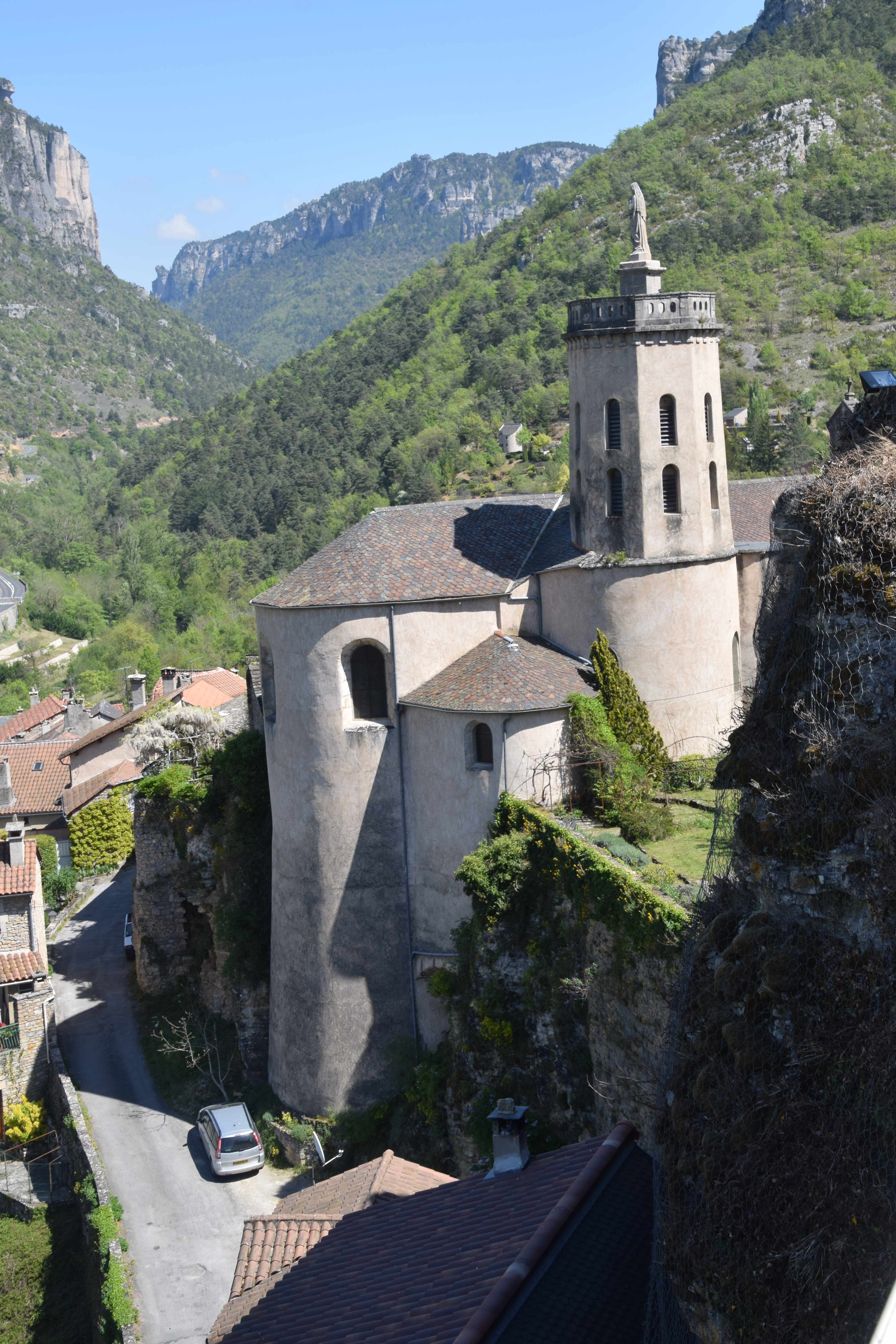
Chapelle Notre-Dame-des-Mirabels de Peyreleau.
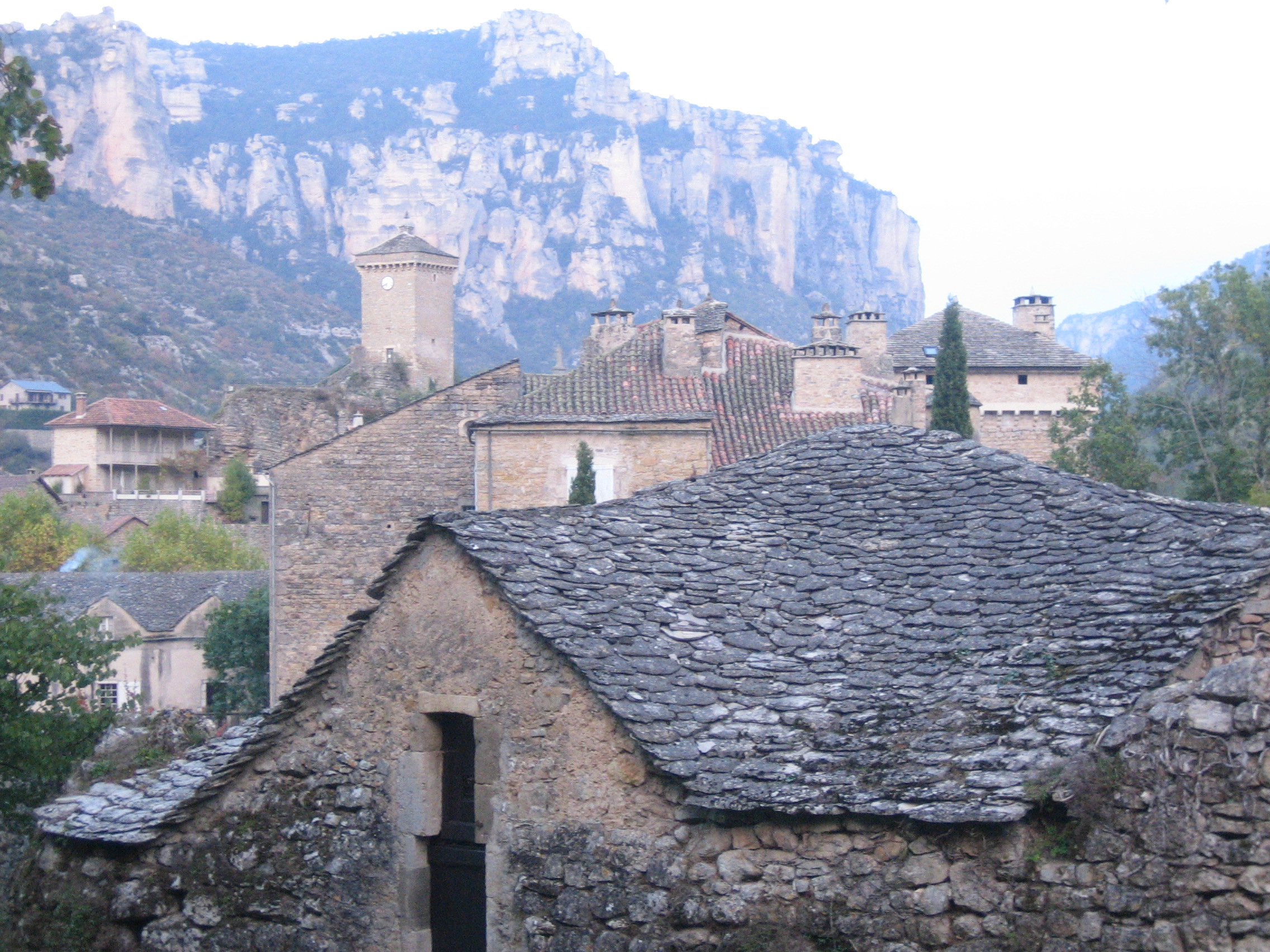
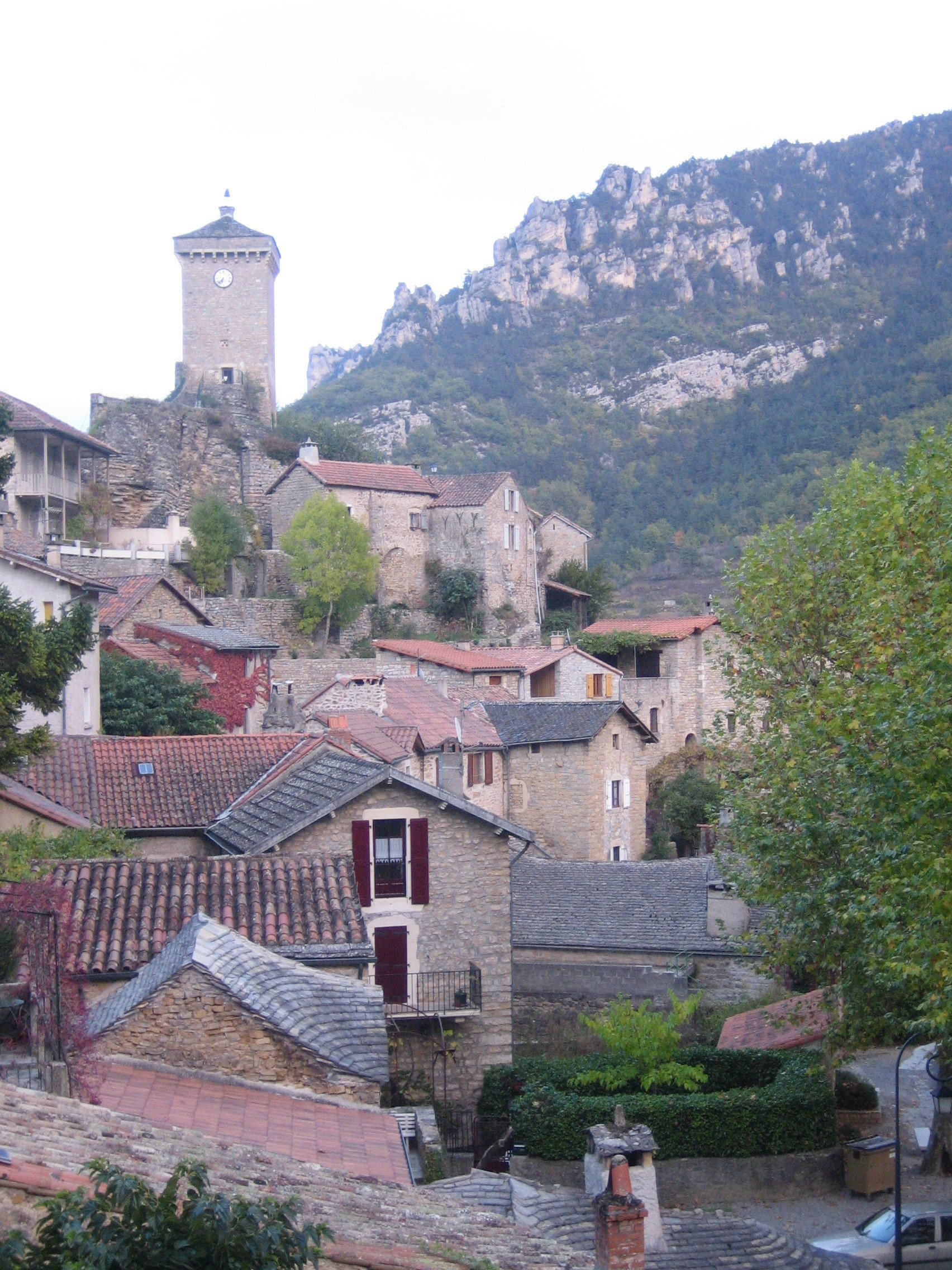
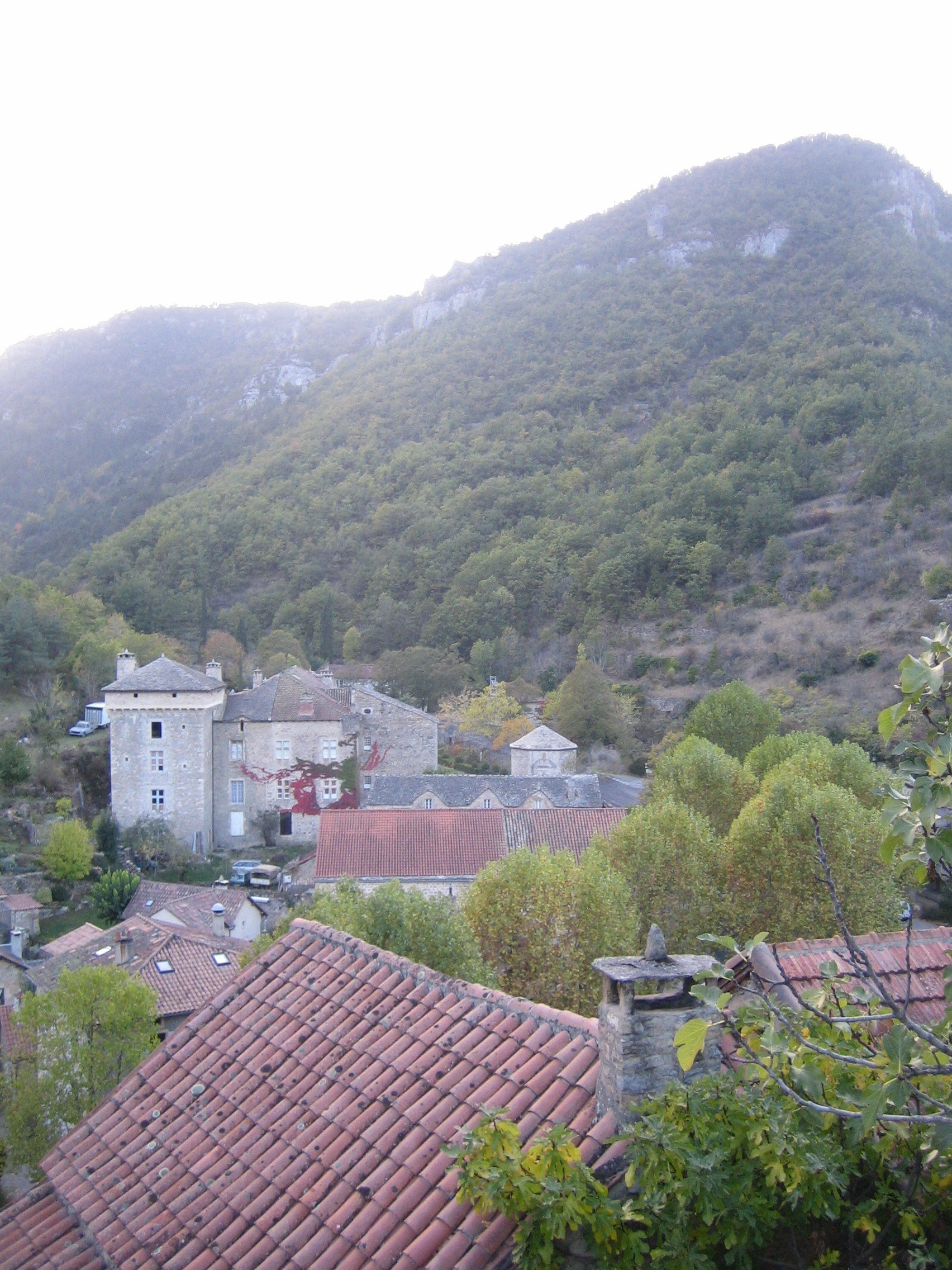
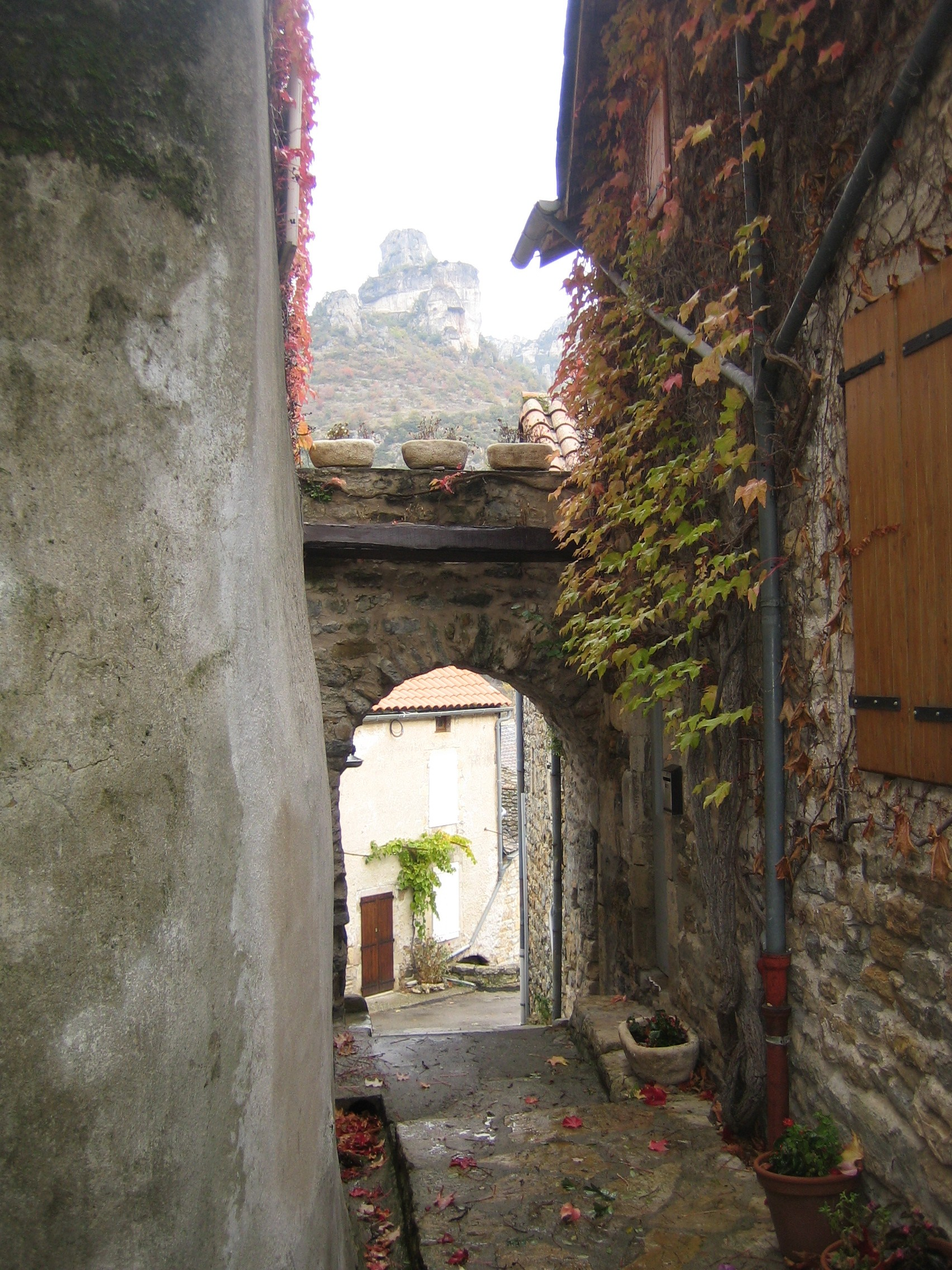
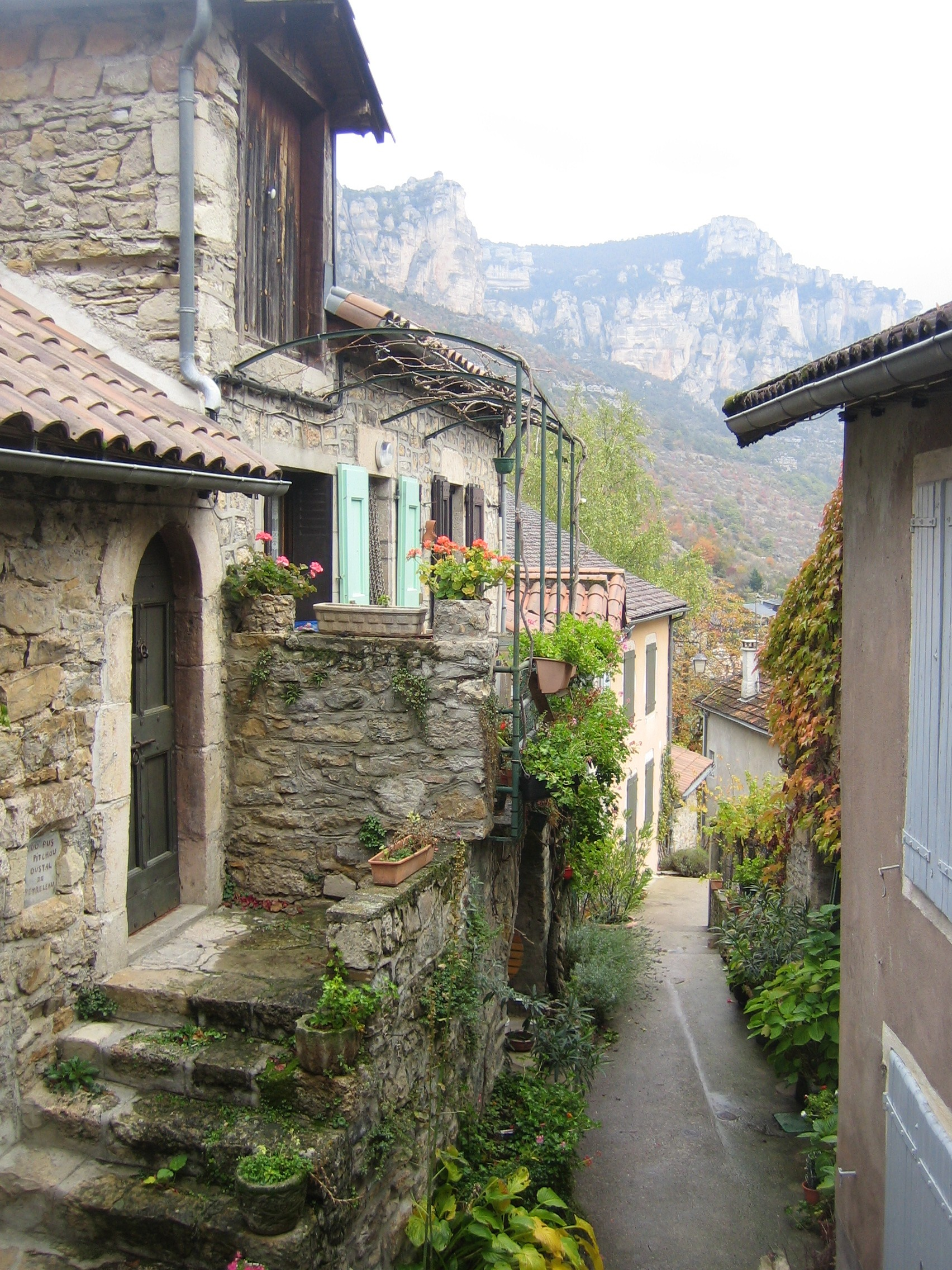
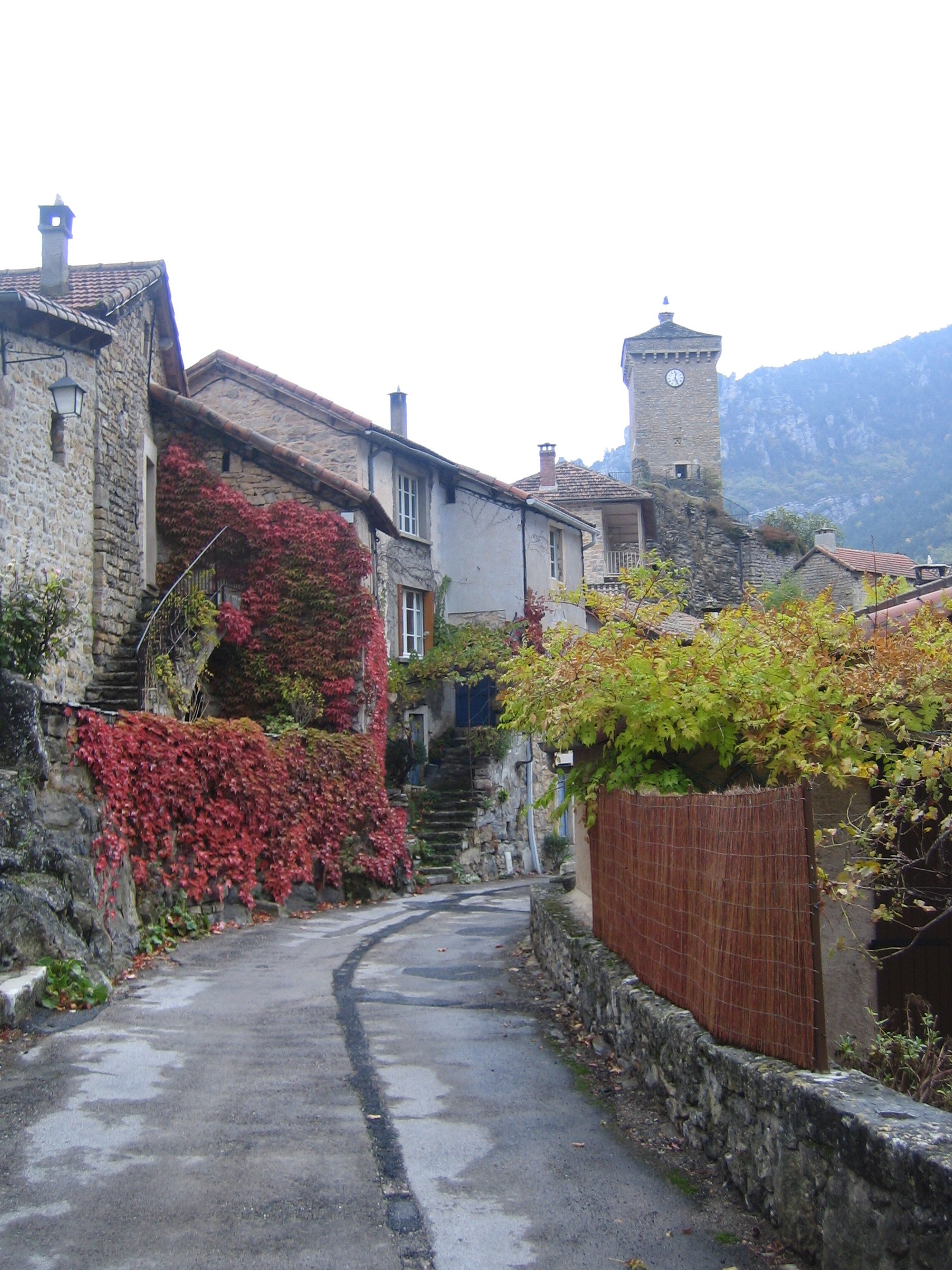
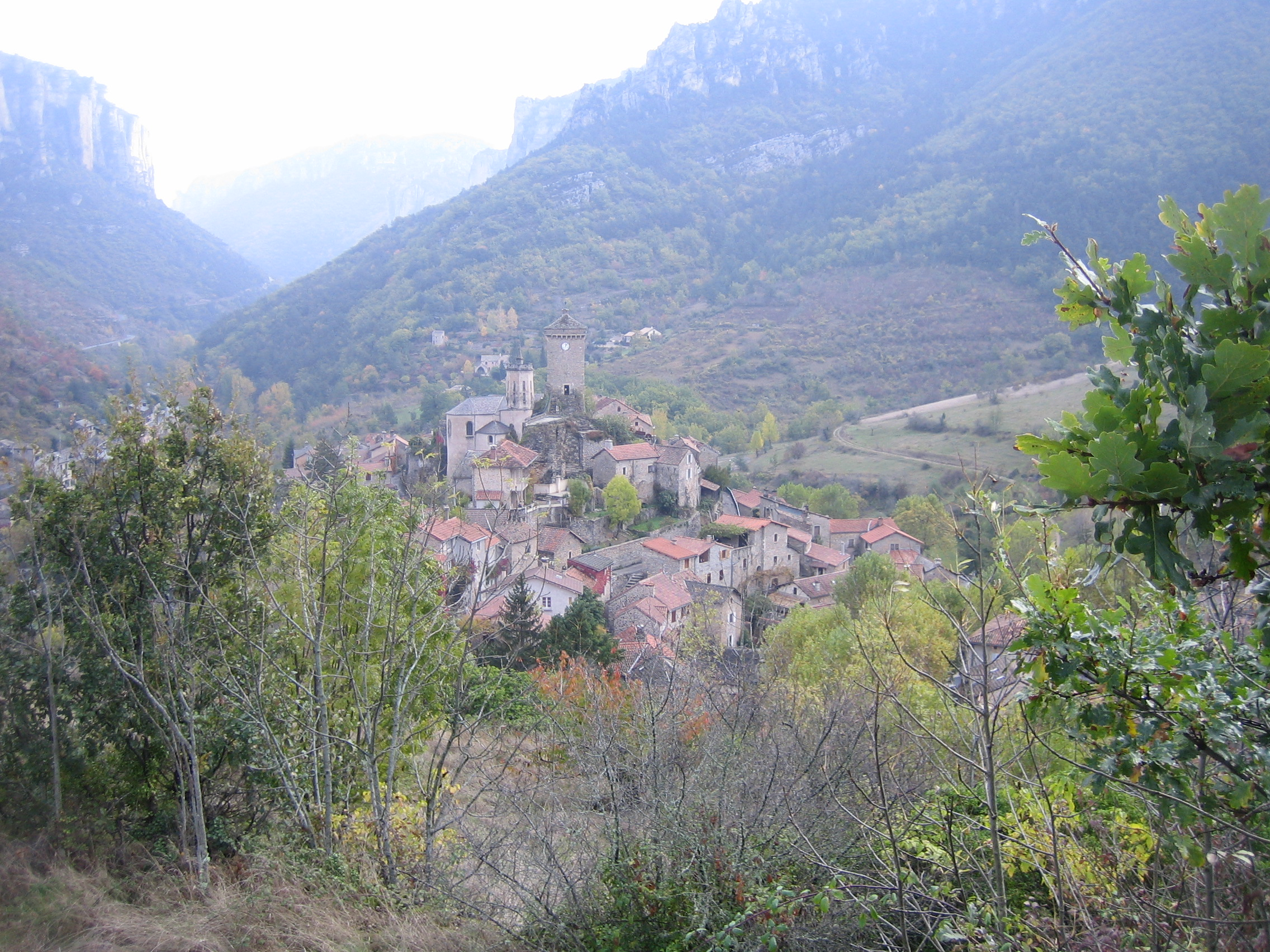
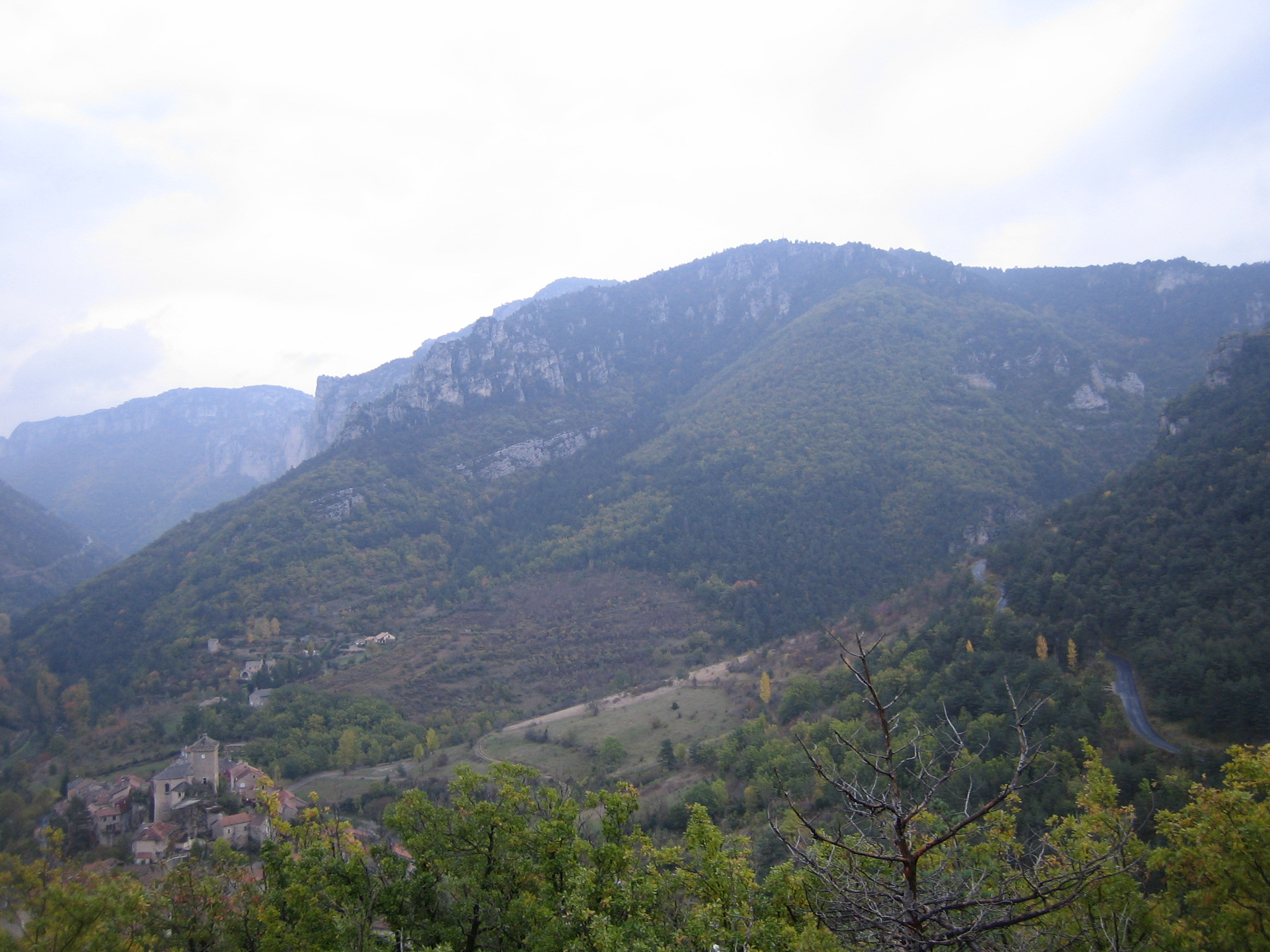
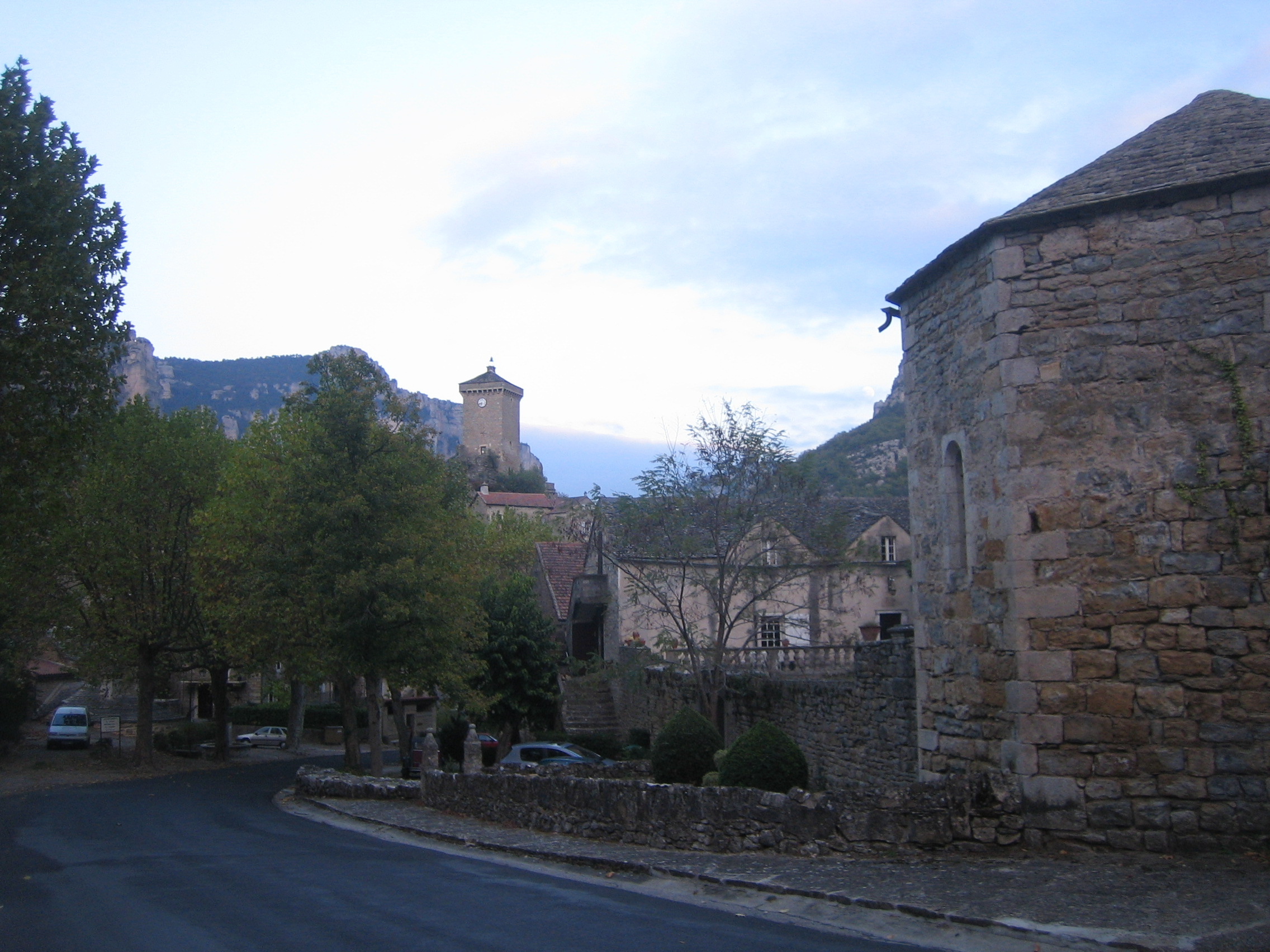

### Personnalités liées à la commune
- Philippe-François d'Albignac de Castelnau (1742-1814), évêque d'Angoulême, député du clergé pour la sénéchaussée d'Angoulême, aux États généraux de 1789, natif de la commune.
- Philippe François Maurice d'Albignac (1775-1824), général français de la Révolution et de l’Empire, puis général de brigade au service de Jérôme Bonaparte,  roi de Westphalie, dont il est ministre de la guerre. Après la Restauration, il prend diverses responsabilités au service du nouveau régime, et est notamment commandant de l'école militaire de Saint-Cyr de 1816 à 1821. Il est natif de la commune.
- Emma Calvé (1858-1942), cantatrice française (soprano), séjourna dans la maison Le Vieux Logis de 1935 à 1939.
- Pierre Mazeaud (1929-), juriste, alpiniste et homme politique français, président du Conseil constitutionnel de 2004 à 2007, habitant de la commune.

### Héraldique
| Blason de Peyreleau | Blason  | D'azur à trois pommes de pin d'or, au chef du même. |
| Blason de Peyreleau | Détails | Le statut officiel du blason reste à déterminer.    |